# Lagos (Portugal)
Lagos é uma cidade portuguesa do Distrito de Faro, sub-região (NUT III) e região (NUT II) do Algarve, com 19 347 habitantes (2021). Localiza-se no Barlavento Algarvio (a zona ocidental do Algarve).
É sede do município de Lagos com 212,99 km² de área e 33 583 habitantes (censo de 2021), subdividido em 4 freguesias. O município é limitado a norte por Monchique, a leste por Portimão, a oeste por Vila do Bispo, a noroeste por Aljezur e a sul pelo oceano Atlântico.
Lagos está historicamente associada aos Descobrimentos Portugueses, sendo hoje um dos mais atrativos centros turísticos do Algarve, com praias e património cultural e religioso de exceção, assim como uma vida noturna de grande dinamismo. Atualmente, a maioria da população reside dispersa no território do município, fora do centro histórico da cidade, trabalhando sobretudo nos serviços e indústria turística. O centro histórico é praticamente todo pedonal, proporcionando uma vasta oferta de estabelecimentos comerciais ou de interesse cultural, restaurantes, bares ou cafés a visitar. Em 2012 o site TripAdvisor colocou Lagos na primeira posição de "Os 15 destinos em crescimento".
O Município formalizou a 21 de dezembro de 2012 a sua adesão à rede das Cidades Cittaslow com o intuito de preservar o seu património histórico-cultural, evitar um urbanismo excessivo e um decréscimo da qualidade de vida, colocando um especial ênfase na necessidade de construir edifícios que não superem uma determinada altura/número de andares, impulsionar uma mobilidade pragmática e estimular um desenvolvimento em relação simbiótica com o meio ambiente que vise preservar tanto o bem-estar da população como a integridade paisagística.
É provável, segundo teorias de historiadores, que tenha dado o nome à cidade homónima, capital da Nigéria, por ter sido a cidade costeira de onde terão partido primeiros colonos portugueses que para lá chegaram .

## História

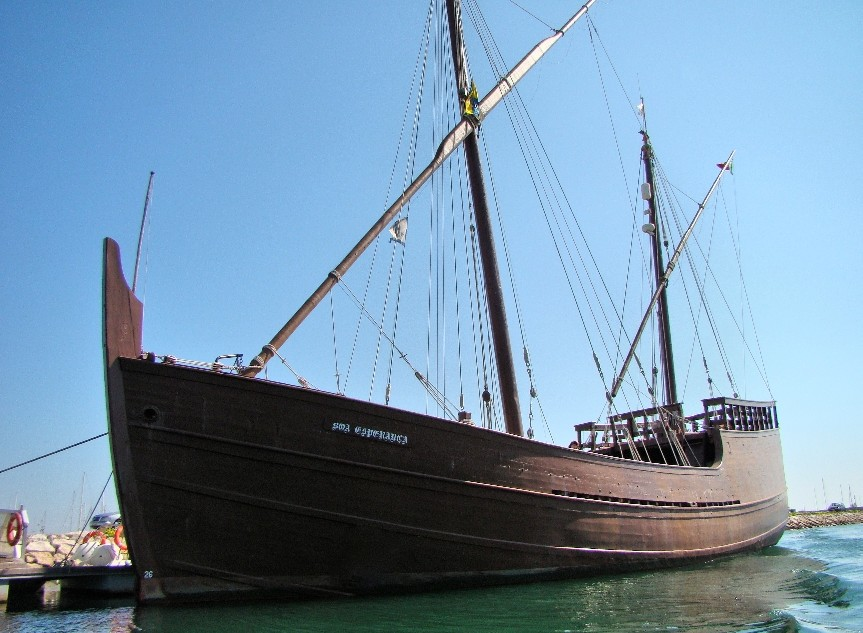
Réplica da caravela Boa Esperança.

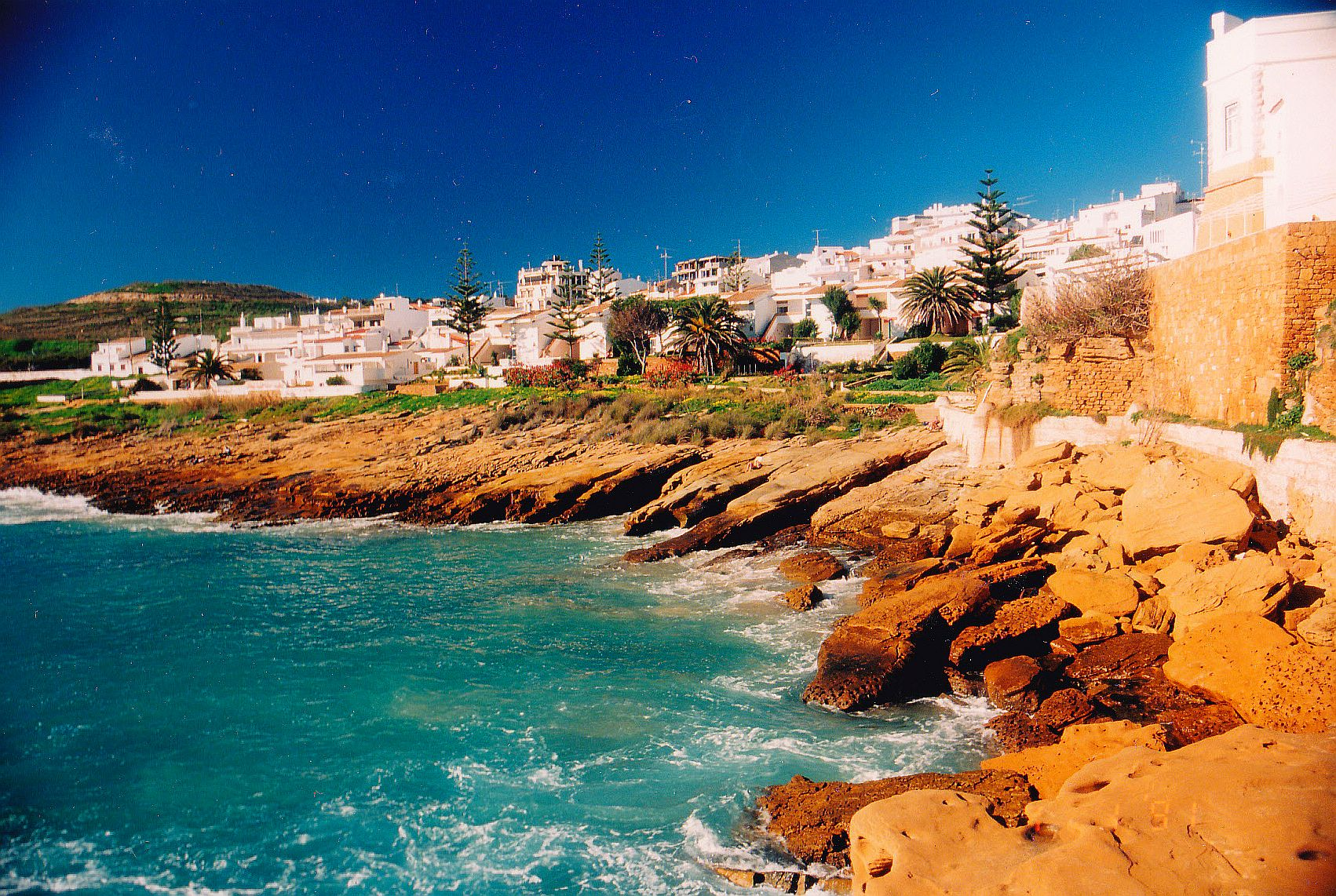
Praia da Luz

A primeira localidade na região de Lagos, chamada Laccobriga ou Lacóbriga, foi fundada cerca de 2000 a.C. pelos cónios. Esta localidade foi subsequentemente ocupada por Cartagineses, Romanos, povos bárbaros, muçulmanos e finalmente reconquistada pelos cristãos no século XIII.
Devido à sua localização e importância económica, Lagos tornou-se um ponto central para os Descobrimentos Portugueses, a partir do século XV; em 1573, foi elevada a cidade pelo rei D. Sebastião, passando a ser a capital do Reino do Algarve, posição que manteve durante o Domínio Filipino. 
Em 1755, quando foi atingida pelo tsunami que também devastou Lisboa, a capital provisória passou para Loulé e depois para Faro onde ainda se mantém. No século XIX, participou activamente nas Invasões Francesas e na Guerra Civil Portuguesa, tendo conseguindo retomar alguma importância económica, com a introdução das primeiras indústrias a partir de meados do século.

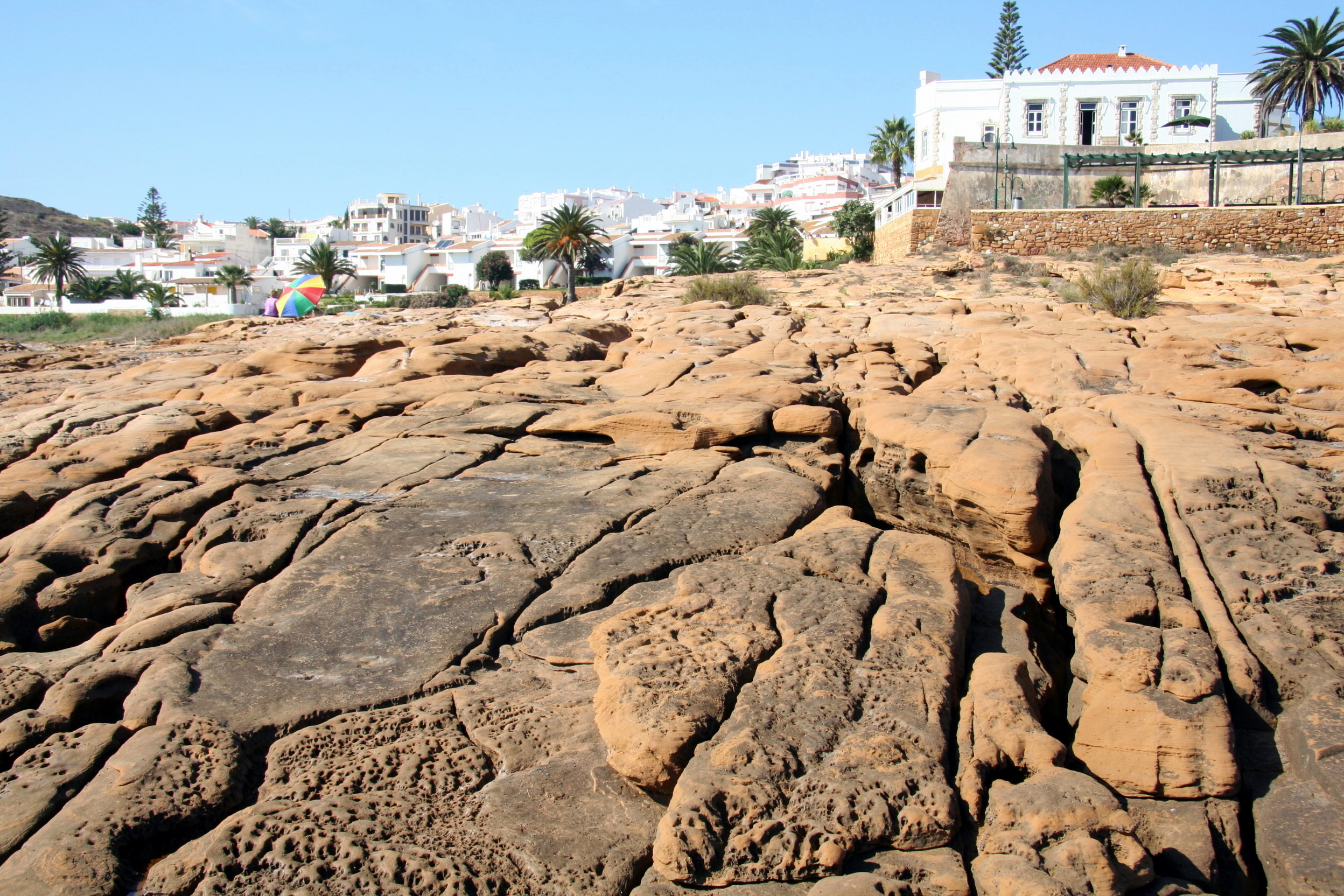
Lagos

Após a Segunda Guerra Mundial e até aos finais do século XX, assistiu-se a uma gradual redução da capacidade industrial e a um aumento do turismo, que se tornou na principal actividade económica no município (hoje Lagos dispõe de uma vasta e diversificada oferta de alternativas de alojamento: hotéis; albergues de juventude; moradias e apartamentos turísticos; parques de campismo e caravanismo).
Nas últimas décadas do século XX e início do século XXI a cidade mudou a um ritmo acelerado, com renovação do centro histórico e expansão da periferia. Foram criados novos bairros residenciais e equipamentos respetivos (comércio, saúde, educação, desporto...); foi levada a cabo a construção da Marina de Lagos e respetiva zona habitacional e comercial; foram criadas novas unidades hoteleiras, instalações administrativas, etc..

## Freguesias

### Freguesias

Freguesias do município de Lagos

O município de Lagos está dividido em 4 freguesias:
| Freguesia                     | Residentes (2011) | Residentes (2021) |
| ----------------------------- | ----------------- | ----------------- |
| Bensafrim e Barão de São João | 2425              | 2443              |
| São Gonçalo de Lagos          | 22095             | 23671             |
| Luz                           | 3545              | 4357              |
| Odiáxere                      | 2984              | 3043              |
| Total                         | 31049             | 33514             |

Órgãos autárquicos

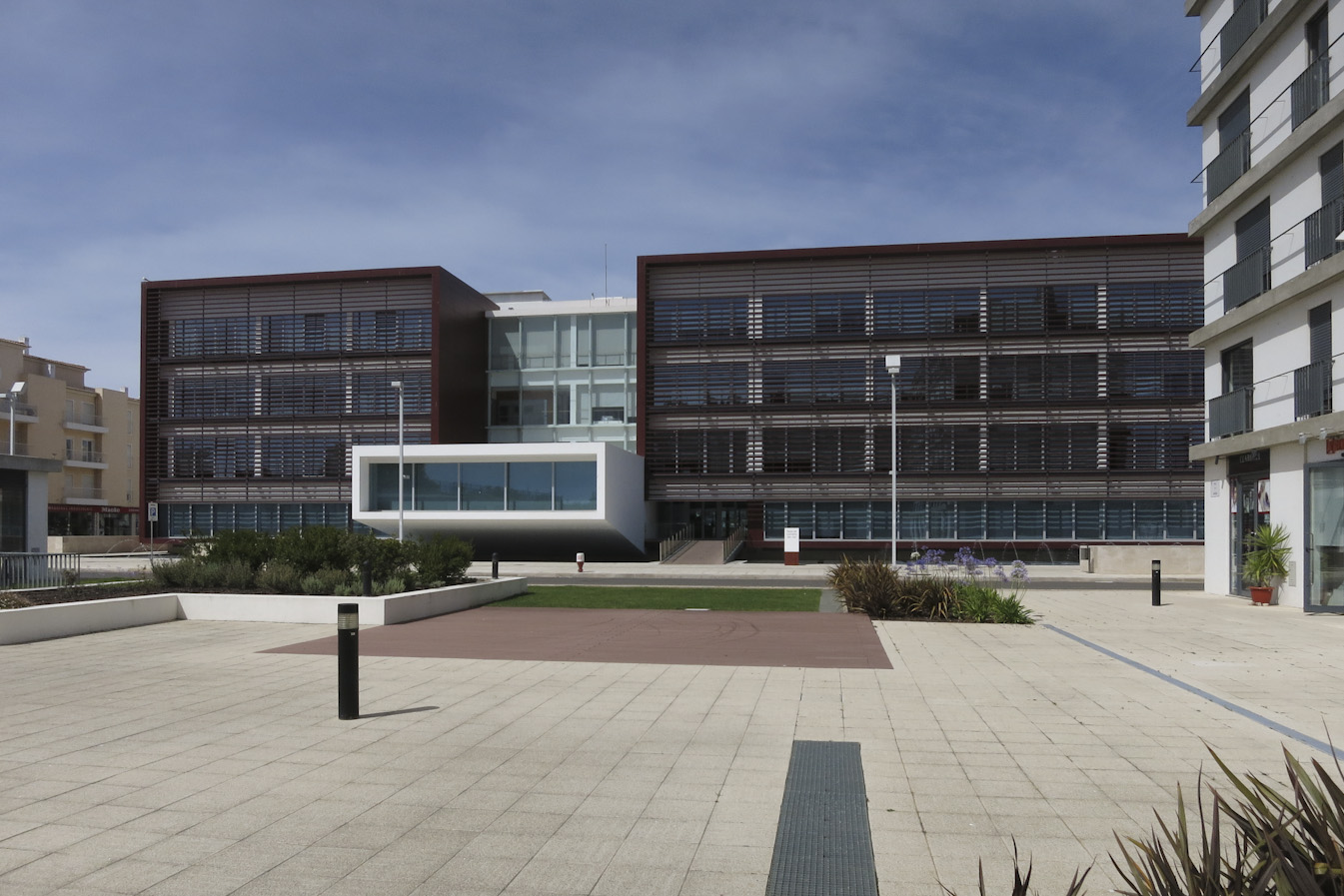
Edifício Paços do Concelho Século XXI

A Assembleia Municipal de Lagos, no mandato 2021 - 2025, é presidida por Maria Joaquina Baptista Quintans de Matos; o presidente da Câmara Municipal de Lagos é Hugo Miguel Marreiros Henrique Pereira, e o lugar de vice-Presidente é ocupado por Paulo Jorge Correia dos Reis. 
A maior parte dos serviços administrativos encontra-se dividida entre o edifício Paços do Concelho Século XXI (esta é a nova sede da Câmara; situa-se à entrada de Lagos, na zona de São João, atual Praça do Município; o edifício é composto por quatro pisos de gabinetes, ocupados pelos serviços municipais, e dois pisos subterrâneos destinados a parque de estacionamento público) e as Oficinas Municipais na localidade do Chinicato. A Assembleia Municipal encontra-se sedeada nos antigos Paços do Concelho.

## Demografia
De acordo com os dados do INE o distrito de Faro registou em 2021 um acréscimo populacional na ordem dos 3.7% relativamente aos resultados do censo de 2011. No concelho de Lagos esse acréscimo rondou os 7.9%. 
★ Número de habitantes "residentes", ou seja, que tinham a residência oficial neste município à data em que os censos se realizaram.
| Número de habitantes por Grupo Etário ★★ | Número de habitantes por Grupo Etário ★★ | Número de habitantes por Grupo Etário ★★ | Número de habitantes por Grupo Etário ★★ | Número de habitantes por Grupo Etário ★★ | Número de habitantes por Grupo Etário ★★ | Número de habitantes por Grupo Etário ★★ | Número de habitantes por Grupo Etário ★★ | Número de habitantes por Grupo Etário ★★ | Número de habitantes por Grupo Etário ★★ | Número de habitantes por Grupo Etário ★★ | Número de habitantes por Grupo Etário ★★ | Número de habitantes por Grupo Etário ★★ | Número de habitantes por Grupo Etário ★★ |
| ---------------------------------------- | ---------------------------------------- | ---------------------------------------- | ---------------------------------------- | ---------------------------------------- | ---------------------------------------- | ---------------------------------------- | ---------------------------------------- | ---------------------------------------- | ---------------------------------------- | ---------------------------------------- | ---------------------------------------- | ---------------------------------------- | ---------------------------------------- |
|                                          | 1900                                     | 1911                                     | 1920                                     | 1930                                     | 1940                                     | 1950                                     | 1960                                     | 1970                                     | 1981                                     | 1991                                     | 2001                                     | 2011                                     | 2021                                     |
| 0-14 Anos                                | 4470                                     | 5401                                     | 5177                                     | 5046                                     | 4531                                     | 3807                                     | 3903                                     | 3630                                     | 4058                                     | 3811                                     | 4032                                     | 4870                                     | 4297                                     |
| 15-24 Anos                               | 2688                                     | 2957                                     | 3001                                     | 3142                                     | 3315                                     | 2991                                     | 2626                                     | 2305                                     | 2930                                     | 2928                                     | 3015                                     | 3199                                     | 3278                                     |
| 25-64 Anos                               | 6007                                     | 6797                                     | 6686                                     | 7280                                     | 7463                                     | 7820                                     | 8724                                     | 8620                                     | 9870                                     | 11238                                    | 13717                                    | 17055                                    | 17630                                    |
| = ou > 65 Anos                           | 829                                      | 1061                                     | 1055                                     | 1184                                     | 1434                                     | 1715                                     | 1807                                     | 1995                                     | 2842                                     | 3549                                     | 4634                                     | 5925                                     | 8289                                     |

★★ De 1900 a 1950 os dados referem-se à população "de facto", ou seja, que estava presente no município à data em que os censos se realizaram. Daí que se registem algumas diferenças relativamente à designada população residente

## Economia

### Economia

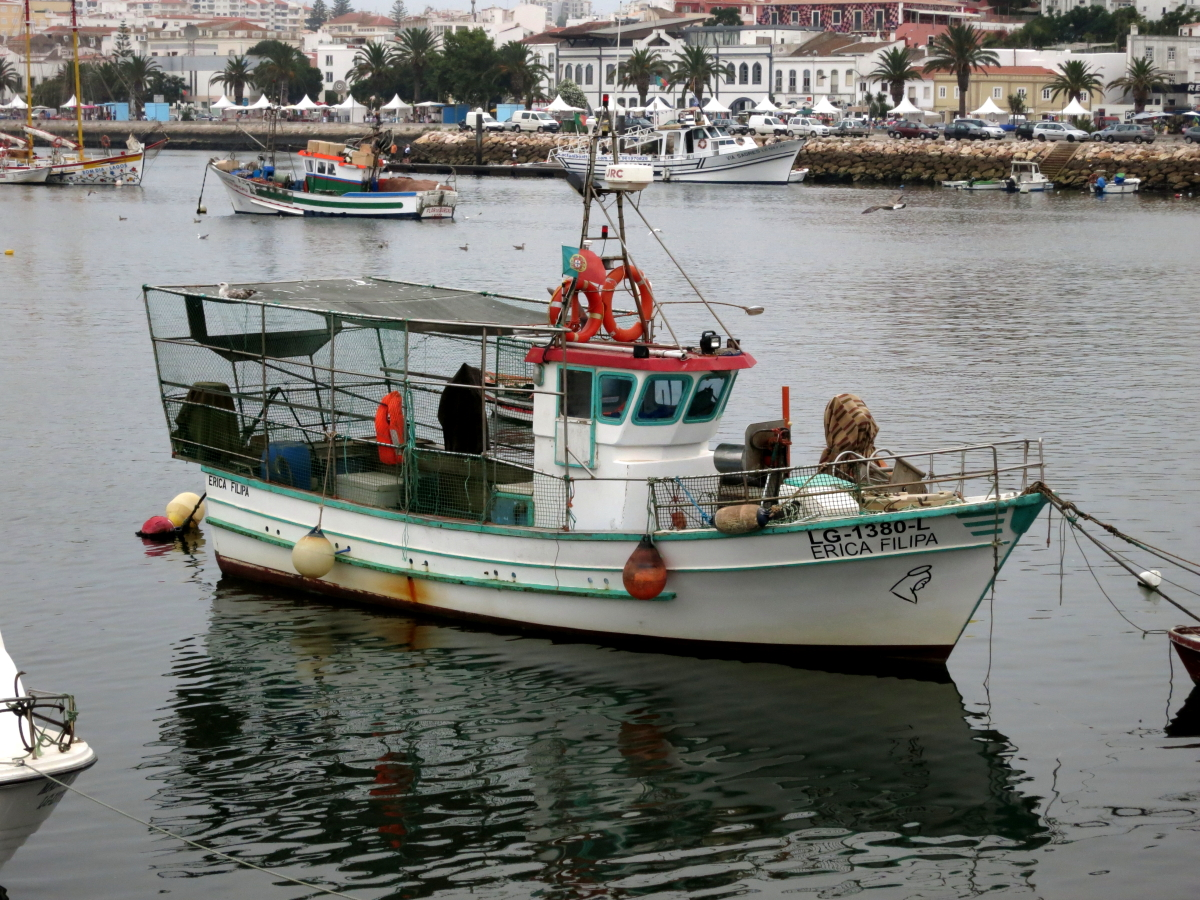
Barco de pesca

À semelhança de várias localidades costeiras Portuguesas, Lagos sempre teve uma grande proximidade com o mar e, desde tempos muito distantes, a pesca foi a actividade mais importante e uma das únicas fontes de rendimento para a população (essa atividade sobrevive, embora sem a importância de outrora).
Em meados do século XIX, a cidade tornou-se num centro de indústria conserveira, tornando-se no principal meio de sustentabilidade da cidade. A partir da década de 1960, a principal actividade económica passou a ser o turismo, incentivado pelas praias e clima atractivos, uma costa única (denominada como costa D'Oiro, devido à cor quase dourada das rochas), a gastronomia e o património histórico.

## Equipamentos

### Saúde

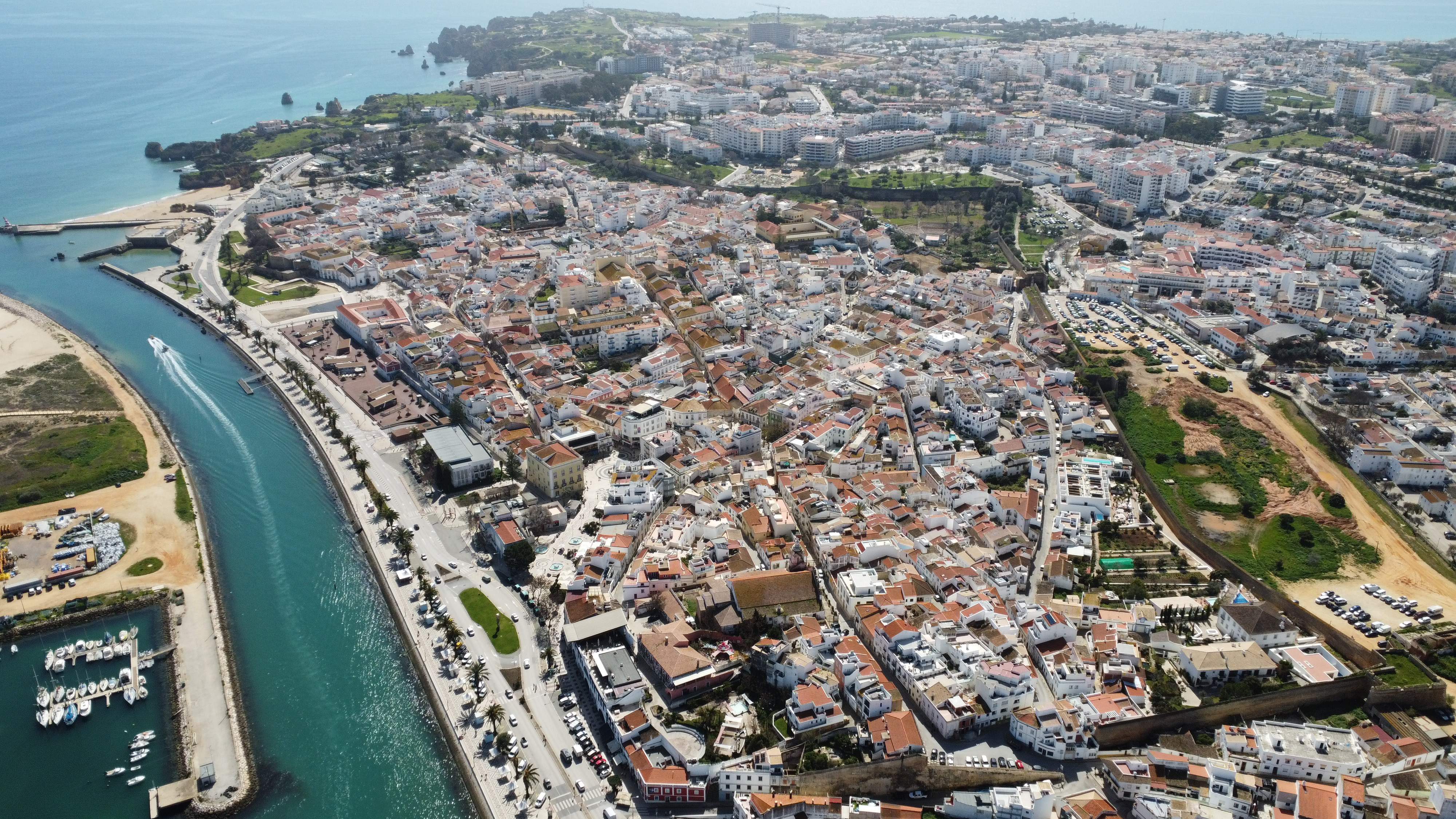
Vista aérea de Lagos

- Hospital de Lagos / Centro Hospitalar do Barlavento Algarvio – o Hospital de Lagos localiza-se no centro da cidade, na Rua Castelo  dos Governadores.[23]
- Centro de Saúde Lagos (Sitio da Pedra Alçada - Ameijoeira).[24]
- Hospital Privado São Gonçalo de Lagos (Avenida D. Sebastião).[25]

### Educação
Lagos dispõe de estabelecimentos de ensino cobrindo o ensino básico e secundário.
Algumas escolas:
- Escola Básica do 1.º Ciclo do Bairro Operário
- Escola Básica do 1.º Ciclo e Jardim de Infância de Santa Maria
- Escola Básica do 1.º Ciclo de Chinicato
- Escola Básica do 1º Ciclo e Jardim de Infância da Ameijeira
- Escola Básica Tecnopólis de Lagos
- Escola Básica dos 2.º e 3.º Ciclos das Naus
- Escola Secundária Gil Eanes
- Escola Secundária Júlio Dantas

Algumas instituições dedicadas ao ensino e à prática artística:
- Sociedade Filarmónica Lacobrigense 1.° De maio – Praça de Armas - considerada o conservatório do povo, foi fundada em 1938.[26]
- Academia de Música de Lagos – sediado na Rua Dr. José Cabrita (Rossio de S. João), a academia iniciou a atividade pedagógica em 12 Outubro de 1988.[27]
- Teatro Experimental de Lagos – sediado nas instalações da Antiga Escola Secundária Gil Eanes, o TEL é uma associação cultural dedicada à criação e difusão das artes performativas. Dedica-se a projetos de formação e intervenção cultural nas escolas e na comunidade.[28]
- Laboratório de Actividades Criativas – instalado no Largo / Convento Srª da Glória (Antiga Cadeia).[29]

### Desporto
Principais instalações desportivas:
- Clube Ténis de Lagos – Fundado em 07/04/1987 o Clube Ténis de Lagos conta com cerca de 600 sócios; as suas instalações contam, entre outros, com 5 campos de Piso Rápido, 1 campo para treinos, Snack Bar / Receção, etc..[30]
- Onyria Palmares, Beach & Golf Resort – com 27 buracos, este campo de golfe foi desenhado por Robert Trent Jones II.[31]
- Pavilhão Polidesportivo Municipal – localiza-se no Rossio de São João, Freguesia de São Sebastião e Concelho de Lagos.[32]
- Piscina Municipal – localiza-se no Rossio de São João, Freguesia de São Sebastião e Concelho de Lagos.[32]
- Estádio Municipal, compreendendo o Campo de Jogos Fernando Cabrita,  a Pista de Atletismo Carlos Cabral e o campo de treinos adjacente – localiza-se no Rossio de São João, Freguesia de São Sebastião e Concelho de Lagos.[32]
- Polidesportivo da Porta da Vila, vulgo, Campinhos – localiza-se no Rossio da Trindade, Freguesia de Santa Maria e Concelho de Lagos.[32]

#### Percursos pedrestres
- PR1 LGS – Percurso Pedestre “Pedra do Galo”
- PR2 LGS Percurso do Lago Grande - 3,1km - Entidade Promotora: Corte Velada Leisure, Lda.[33]
- PR3 LGS Percurso Velada - 7,09km - Entidade Promotora: Corte Velada Leisure, Lda.[33]
- PR4 LGS Percurso dos Lagos - 4,2km - Entidade Promotora: Corte Velada Leisure, Lda.[33]

### Transportes
A cidade de Lagos é servida, a nível rodoviário, pela auto-estrada A 22 (entre Lagos e Castro Marim), pela EN 120 (entre Lagos e Sines) e pela EN 125.
O principal meio de transporte público no concelho é A Onda, uma rede de autocarros que liga todas as principais localidades, e efectua o transporte entre vários pontos de Lagos.
A nível ferroviário, Lagos é uma estação terminal da Linha do Algarve.

## Património

### Património
Devido à sua longa história, o município apresenta inúmeros vestígios físicos e culturais, que recordam várias épocas da história de Lagos, os principais agentes e os acontecimentos mais marcantes. Entre estes vestígios, podem ser identificados alguns monumentos mais importantes, que presenciaram ou foram mesmo palco destes acontecimentos:

#### Património religioso
- Capela de São João Batista - Concluída em 1174, é uma das capelas mais antigas do Algarve e Portugal.
- Capela do Monte - Projectada pelo arquitecto Álvaro Siza Vieira, e inaugurada em 2018.[34]
- Convento da Trindade
- Convento de Nossa Senhora do Loreto
- Ermida de Nossa Senhora dos Aflitos - Conhecida também como Ermida de São Pedro do Pulgão, data do século XV e possui características arquitectónicas dos estilos Manuelino e Barroco.[35]
- Ermida de Santo Amaro
- Igreja da Luz de Lagos
- Igreja de Santo António – Provavelmente edificada sob o reinado de D. João V, foi construída para servir de local de culto para os militares de Lagos, pertencendo à administração militar. Danificada no Sismo de 1755, foi recuperada em 1769. Assinale-se a sua belíssima talha dourada.
- Igreja de São Sebastião – situa-se no local da anterior Ermida de N. Sra. da Conceição, construída em 1325. Em 1463 a Ermida foi transformada em Igreja e dedicada a São Sebastião. É hoje o edifício religioso de maior impacto visual da cidade de Lagos. Foi seriamente danificada pelo terramoto de 1755, tendo sido posteriormente reedificada. Apresenta pórtico tardo-gótico e uma porta lateral de estilo Renascentista que foi entrada principal da anterior ermida. O interior é constituído por três naves, capelas laterais e altar em talha dourada.[36]
- Igreja e Convento de Nossa Senhora do Carmo
- Igreja Matriz de Barão de São João
- Igreja Matriz de Odiáxere ou Igreja Paroquial de Odiáxere
- Igreja Paroquial de Santa Maria de Lagos – 1498 foi a data da construção da igreja da Misericórdia. Sofreu restauros e ampliações nos séculos XVI e XVII, acabando por ser instituída igreja paroquial aquando da destruição pelo terramoto de 1755 do antigo templo da paróquia. Com fachada simétrica, ladeada por duas torres sineiras, o seu interior encontra-se enriquecido com uma retabulística da 2.ª metade do séc. XVIII e um teto de madeira trabalhada. A porta travessa é renascentista.[37]

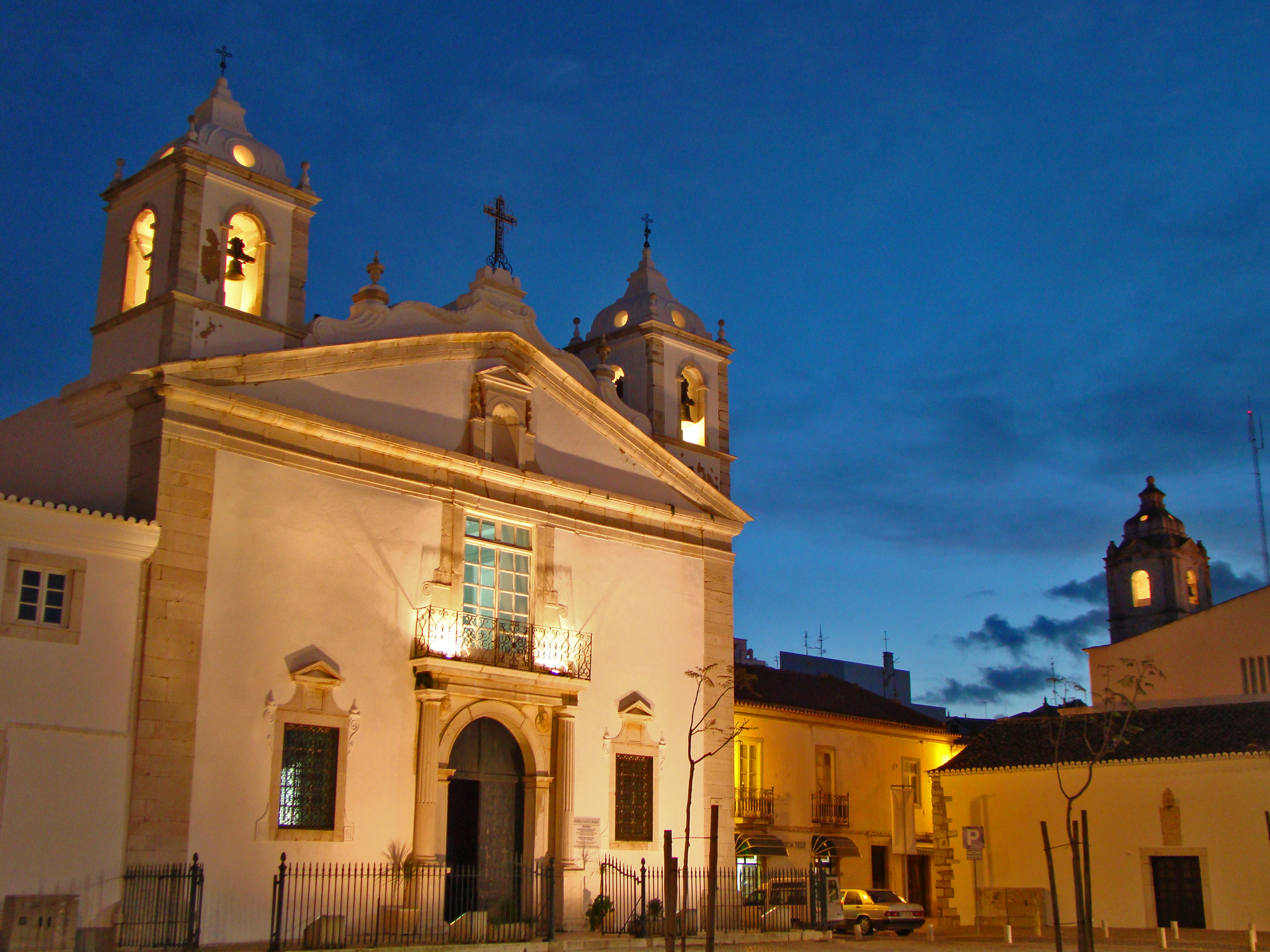
Igreja Paroquial de Santa Maria de Lagos
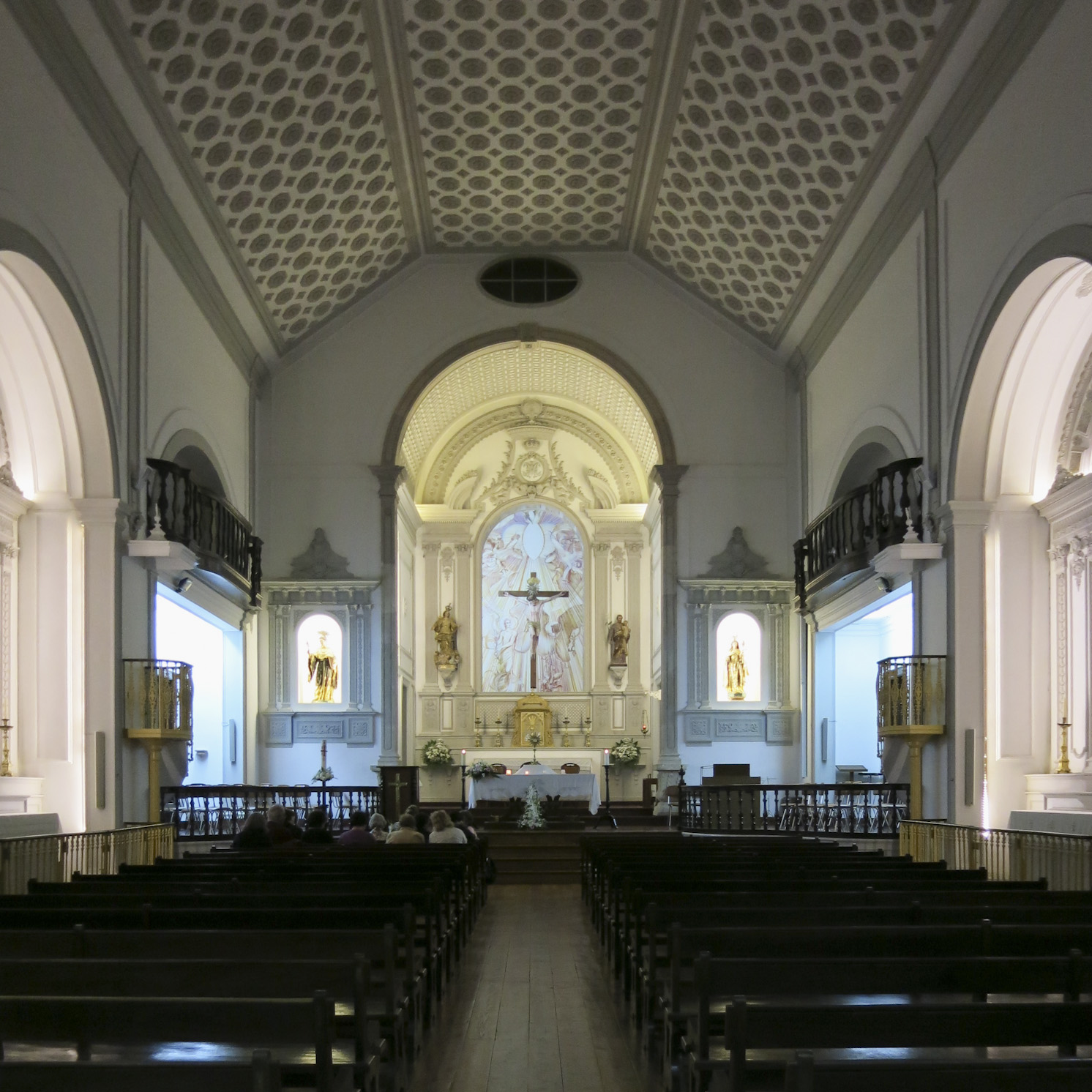
Vista interior da Igreja Paroquial de Santa Maria de Lagos
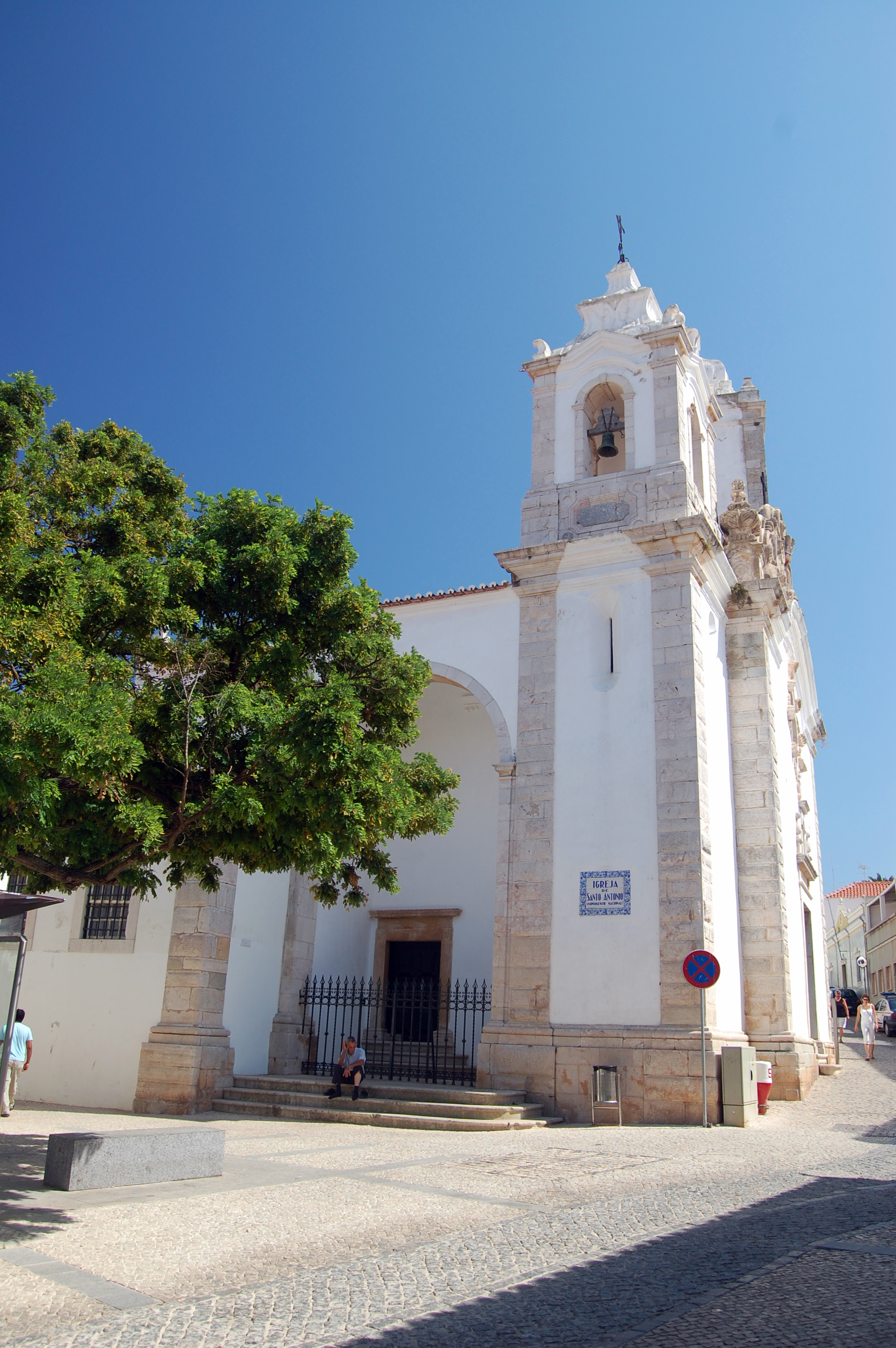
Igreja de Santo António
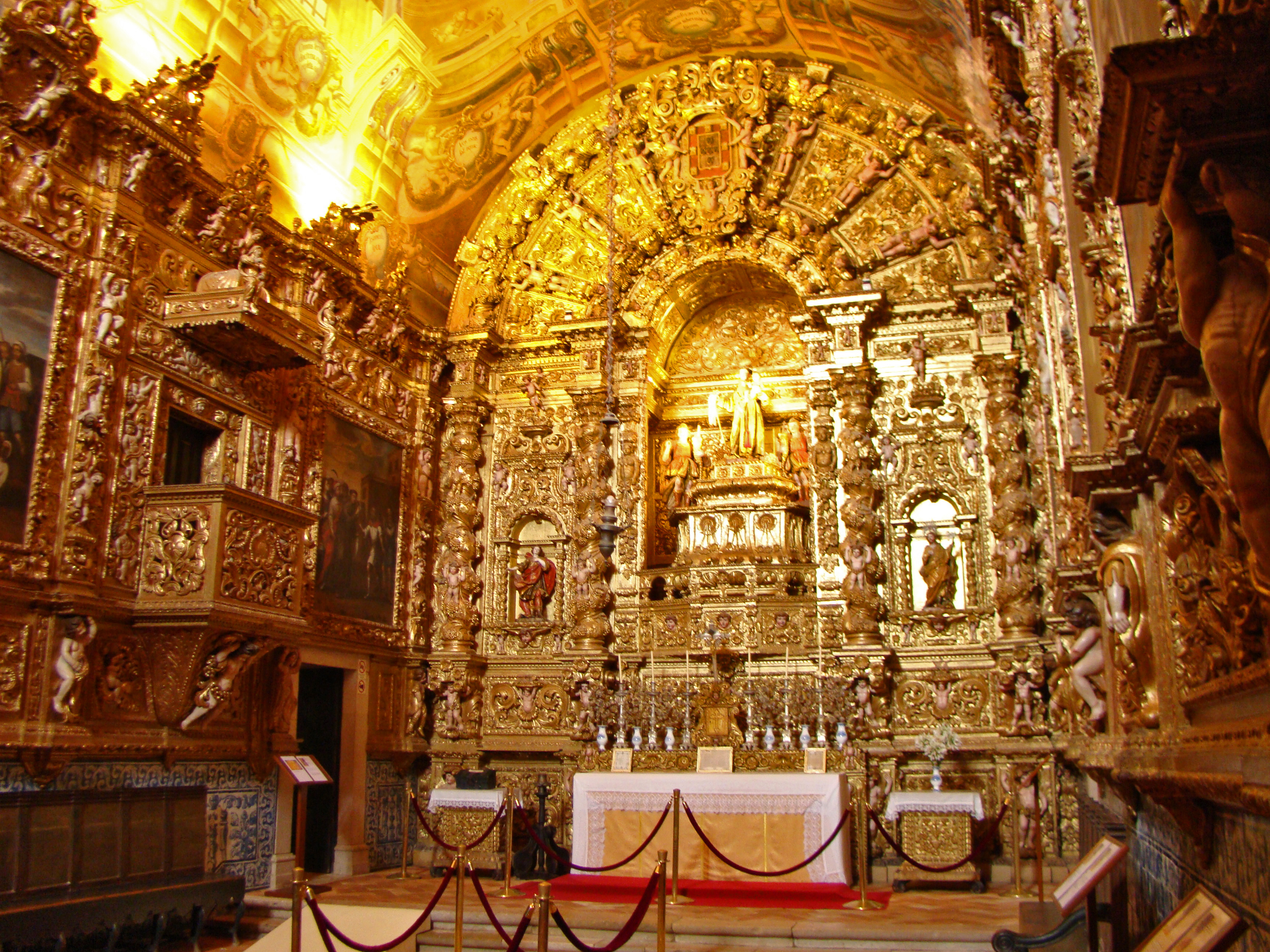
Vista interior da Igreja de Santo António
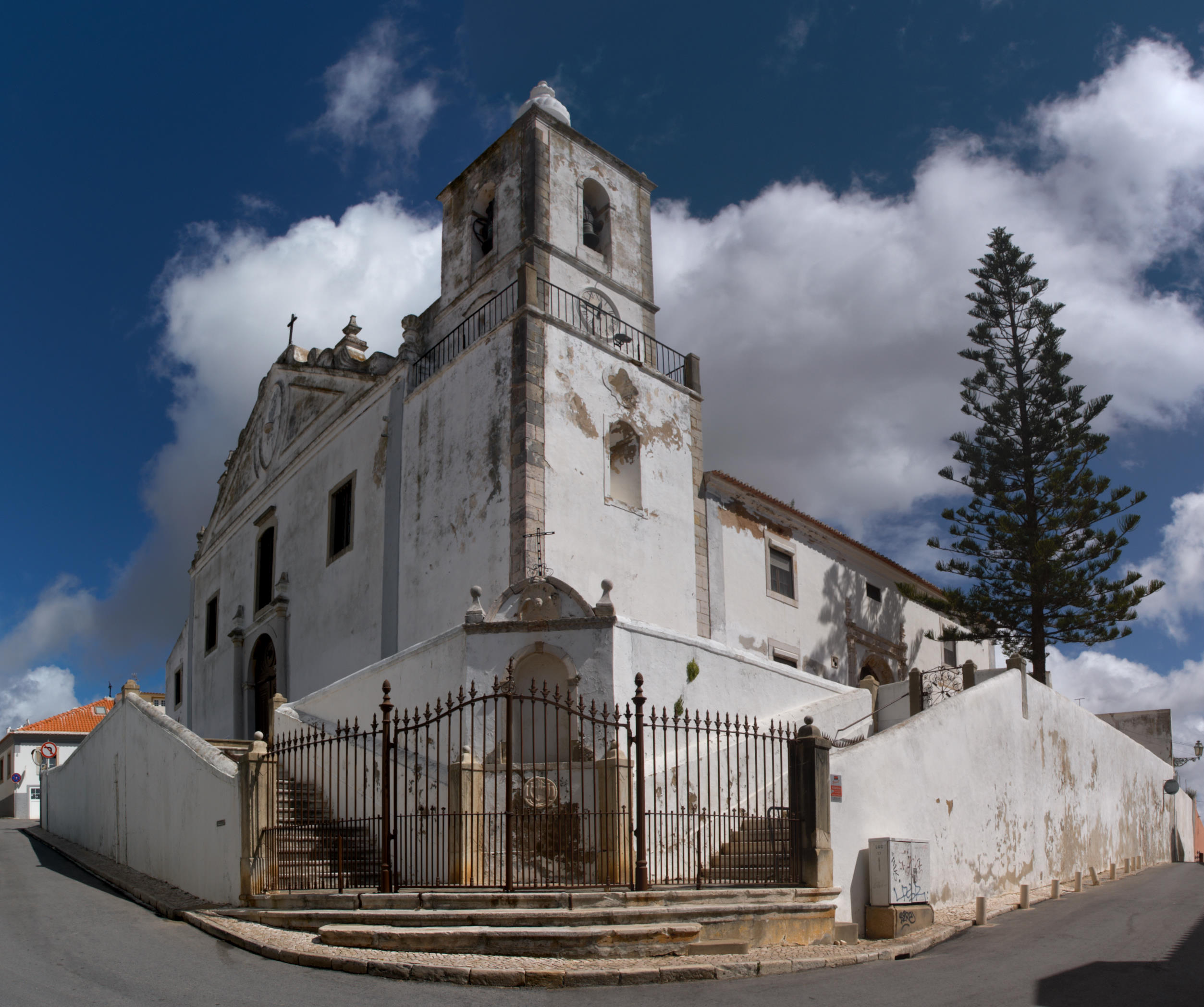
Igreja de São Sebastião
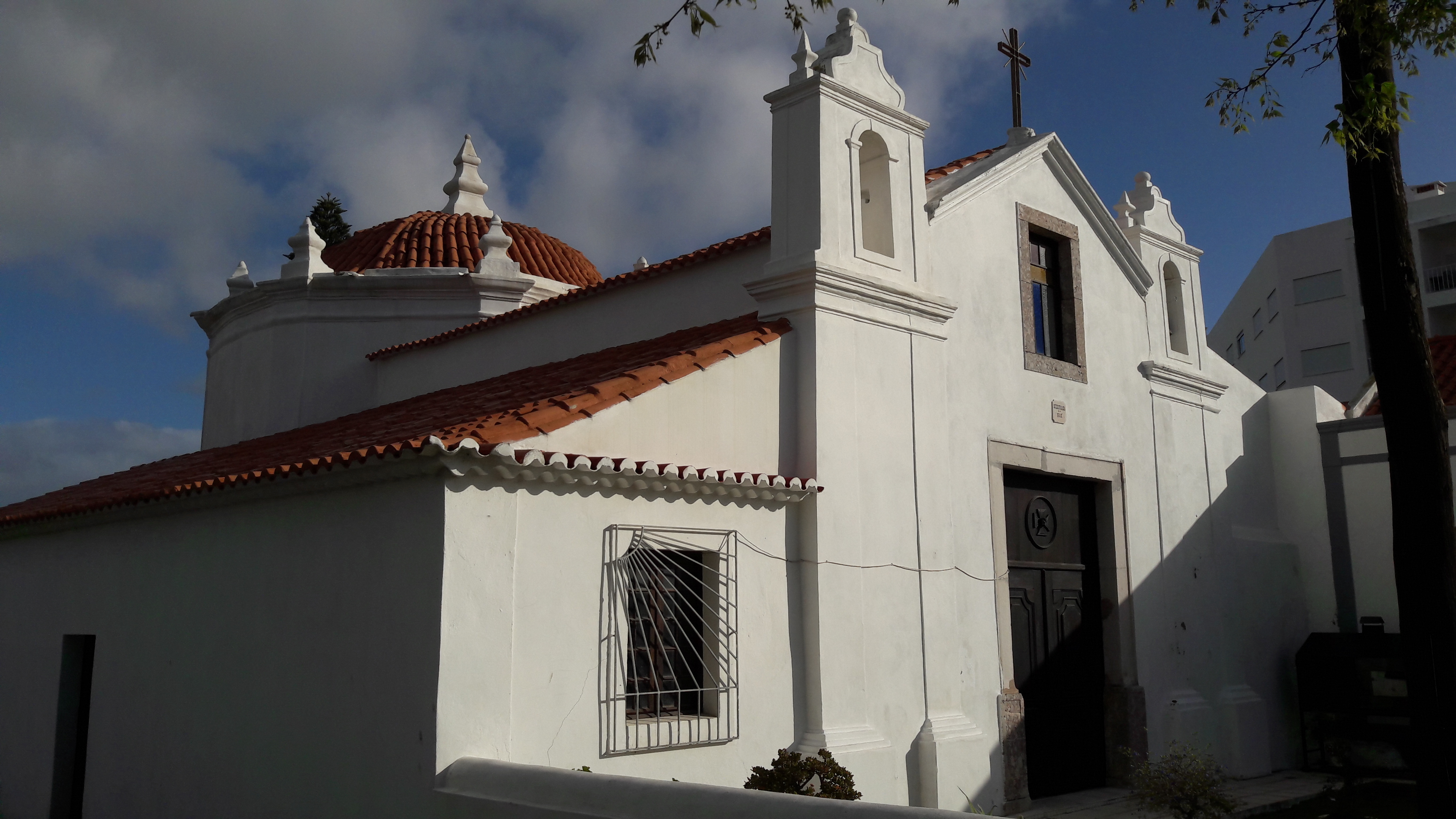
Capela de São João Baptista
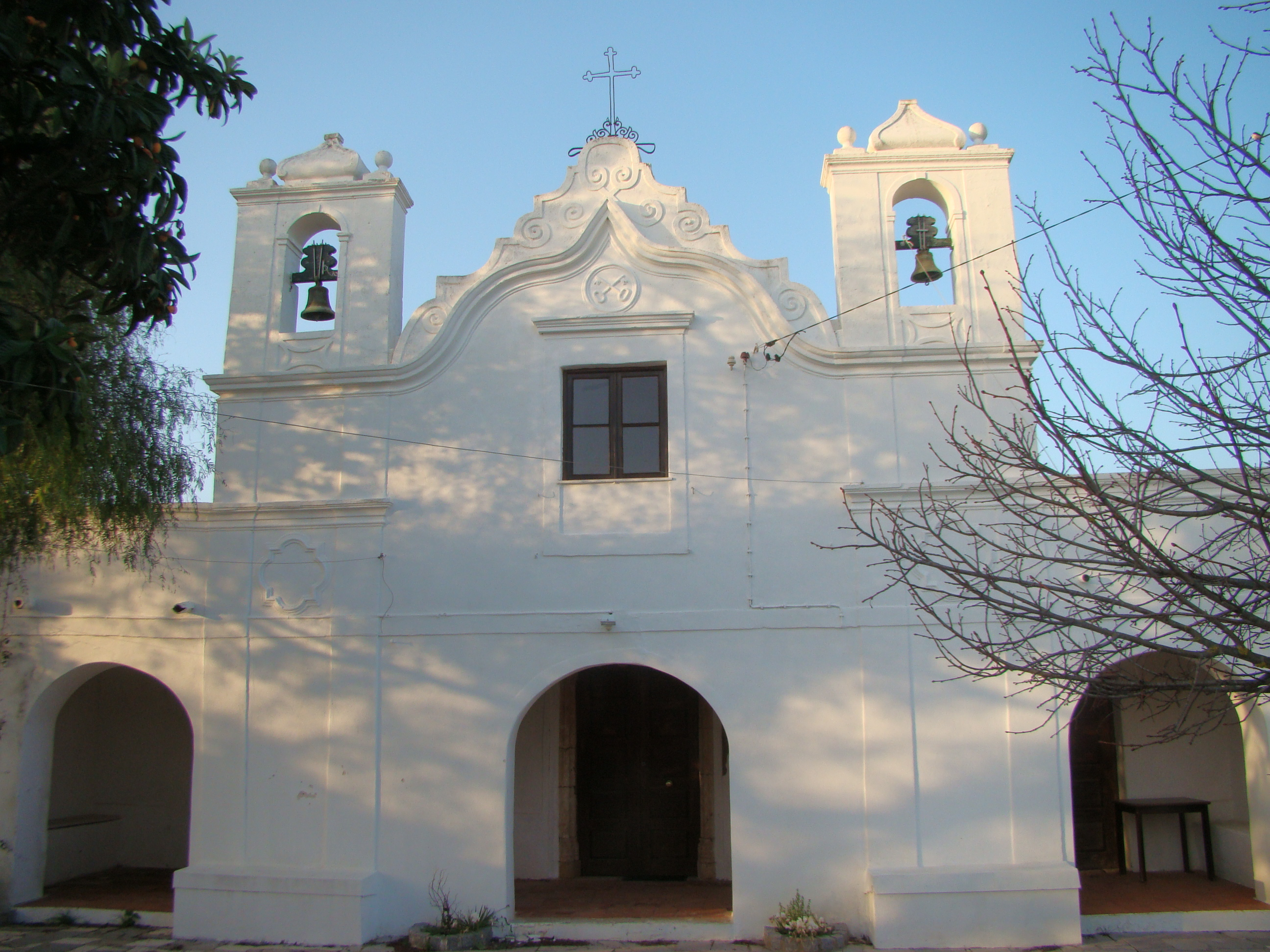
Ermida de Nossa Senhora dos Aflitos
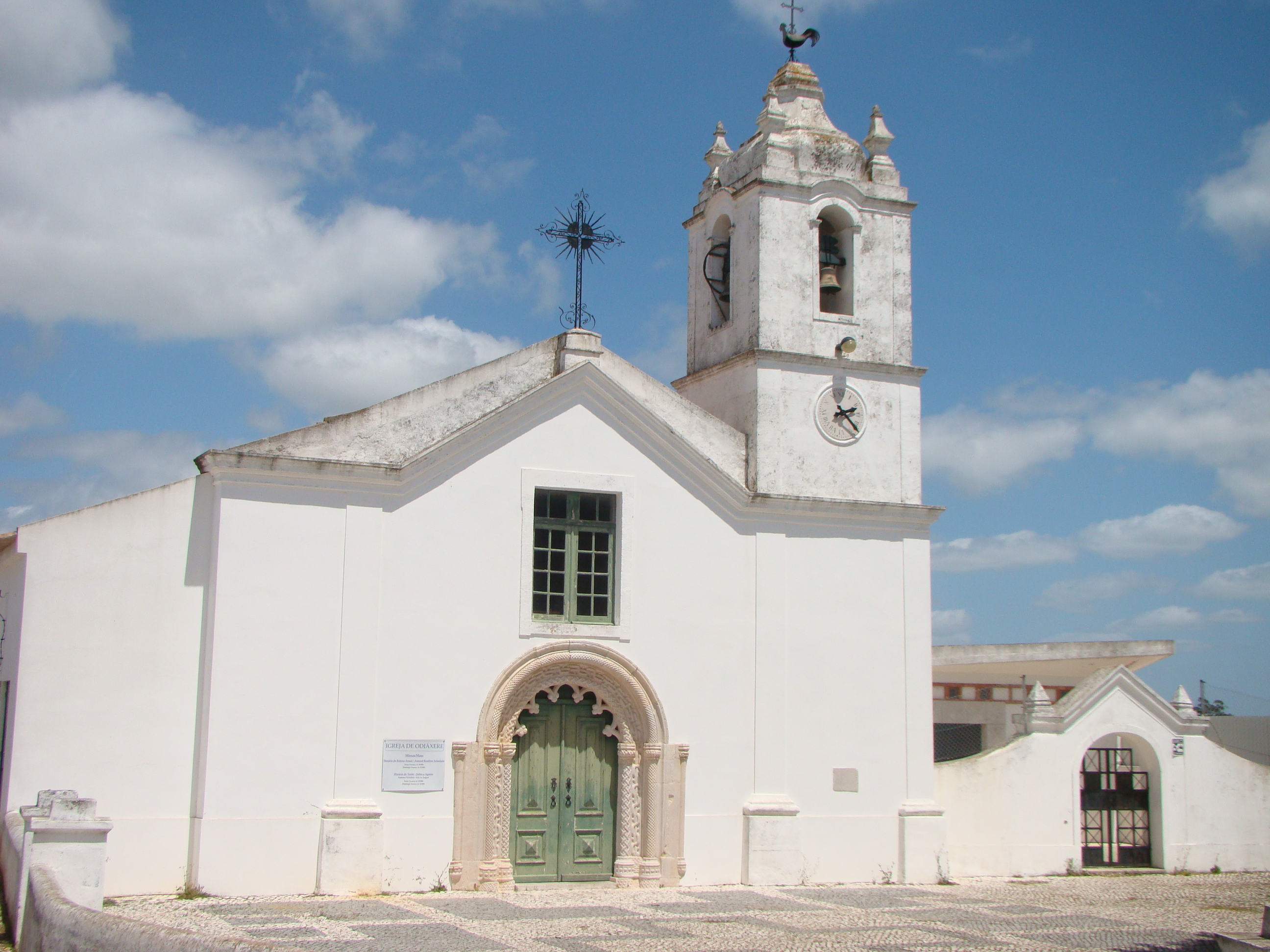
Igreja Matriz de Odiáxere
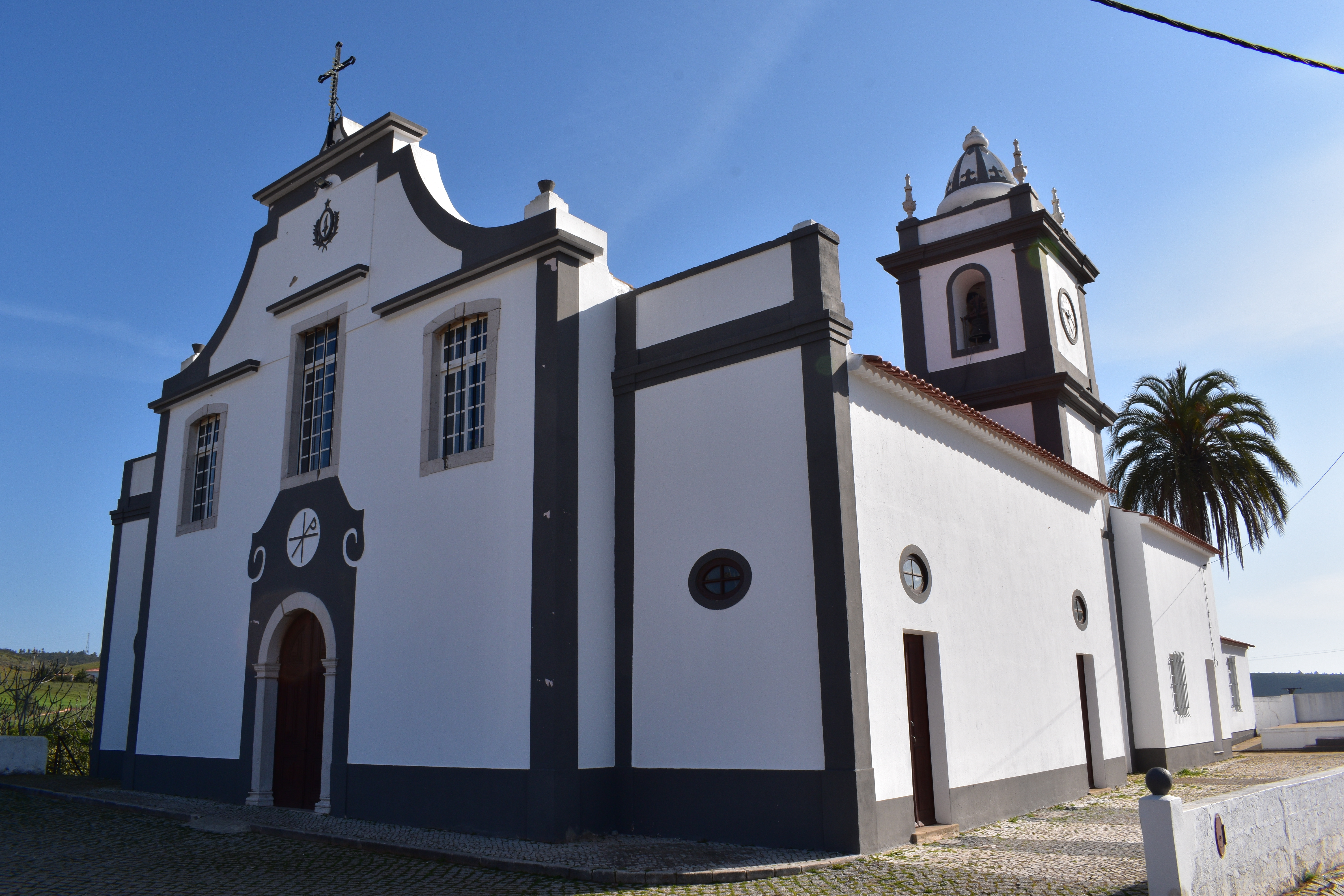
Igreja Matriz de Bensafrim

#### Património militar
- Armazém Regimental – datado de 1665, este imóvel situa-se na Praça do Infante; destinava-se ao armazenamento dos produtos trazidos pelas naus que aportavam a Lagos. Sobre cada uma das portas da fachada principal ostenta um escudo de Armas do Reino do Algarve e, entre eles, a chancela do Conde de Avintes. Duas grandes portadas de madeira, encimadas por um frontão barroco, encerram um oratório (o derradeiro exemplar de um conjunto de Sete Passos da Via Sacra que se encontravam espalhados pela cidade).[36]
- Castelo da Senhora da Luz ou Fortaleza de Nossa Senhora da Luz
- Castelo dos Governadores – parcialmente arruinado pelo terramoto de 1755, em 1850 os terrenos e os restos do complexo edificado foram cedidos à Misericórdia de Lagos que, a partir de 1885, os adaptou a Hospital. Embora pouco reste deste castelo, assinale-se um belo exemplar de janela manuelina.[38][36]
- Forte de Nossa Senhora da Penha de França ou da Ponta da Bandeira – o forte foi erguido no contexto da Guerra da Restauração, entre 1679 e 1690, junto ao porto, com a função de defesa daquele ancoradouro e para complemento da defesa de Lagos.
- Muralhas, portas e baluartes da segunda linha de muralhas de Lagos – de origem cartaginesa ou romana, as muralhas foram ampliadas pelos muçulmanos e posteriormente nos séculos XIV e XVI para acompanhar o crescimento da cidade. As muralhas oferecem vistas sobre as colinas e a baía de Lagos.[38]

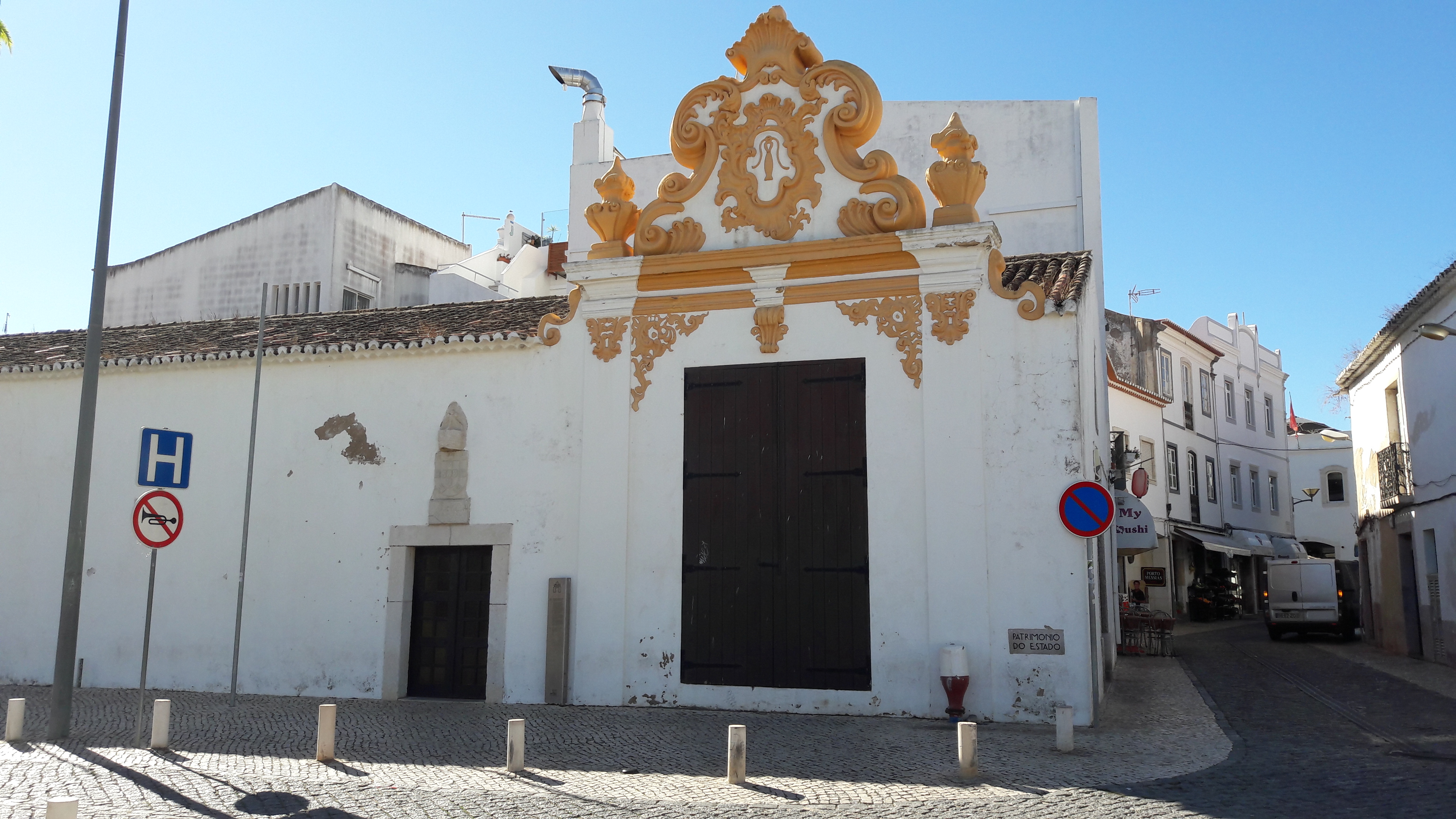
Armazém Regimental
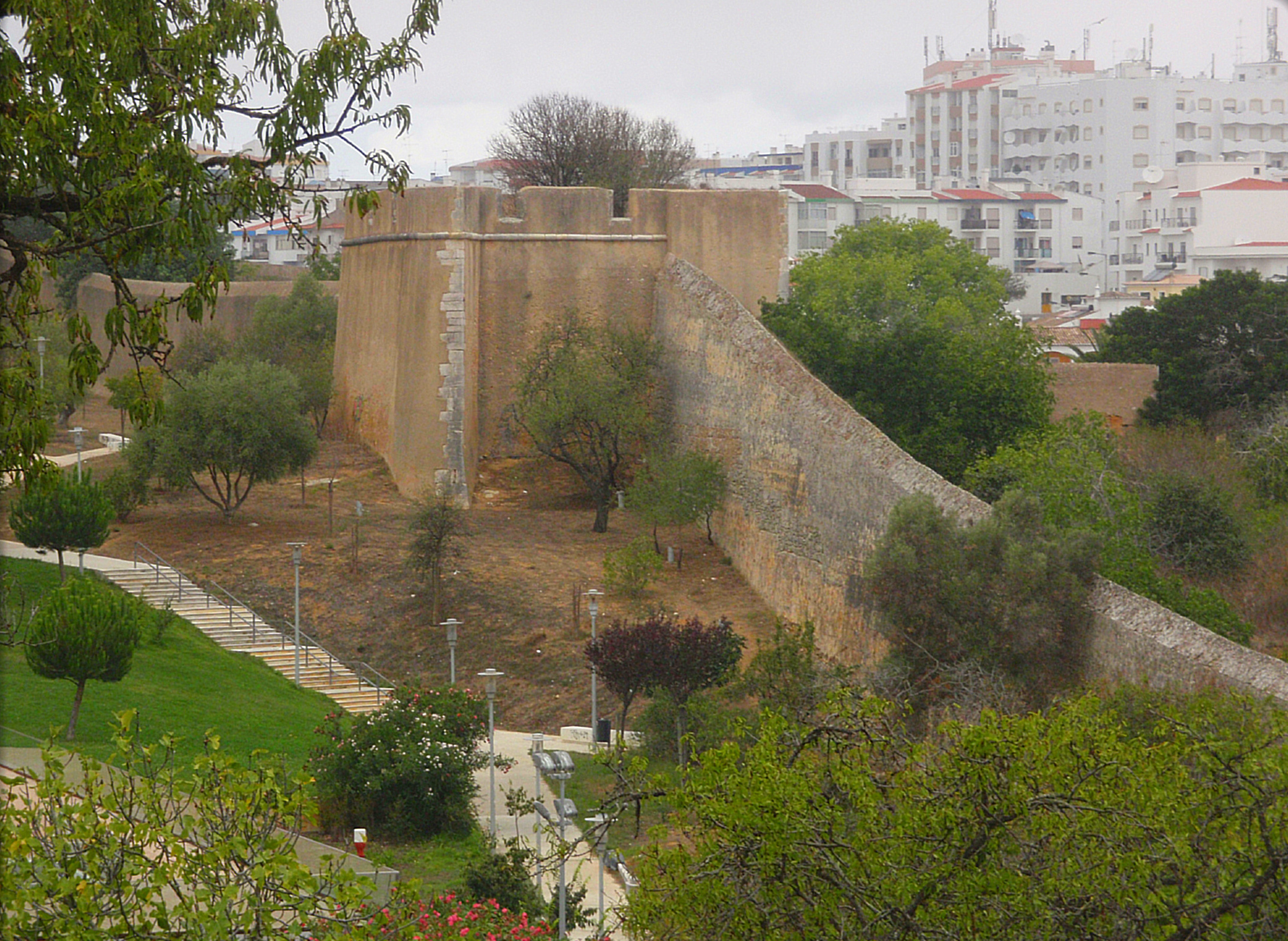
Vista da muralha
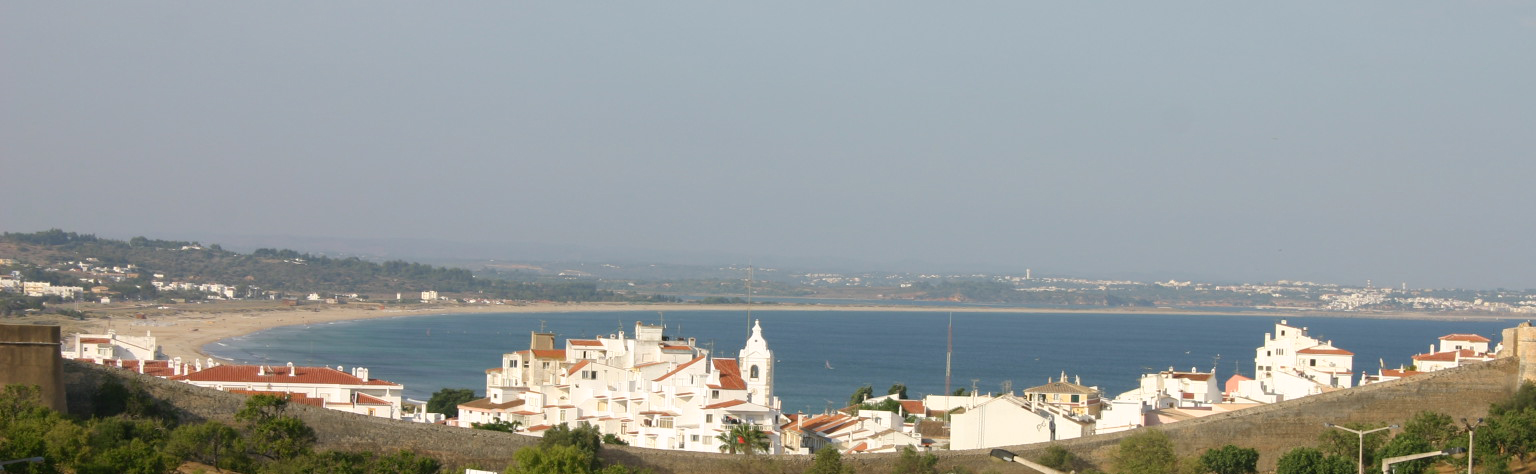
Vista da cidade; muralha; Meia Praia
Castelo dos Governadores
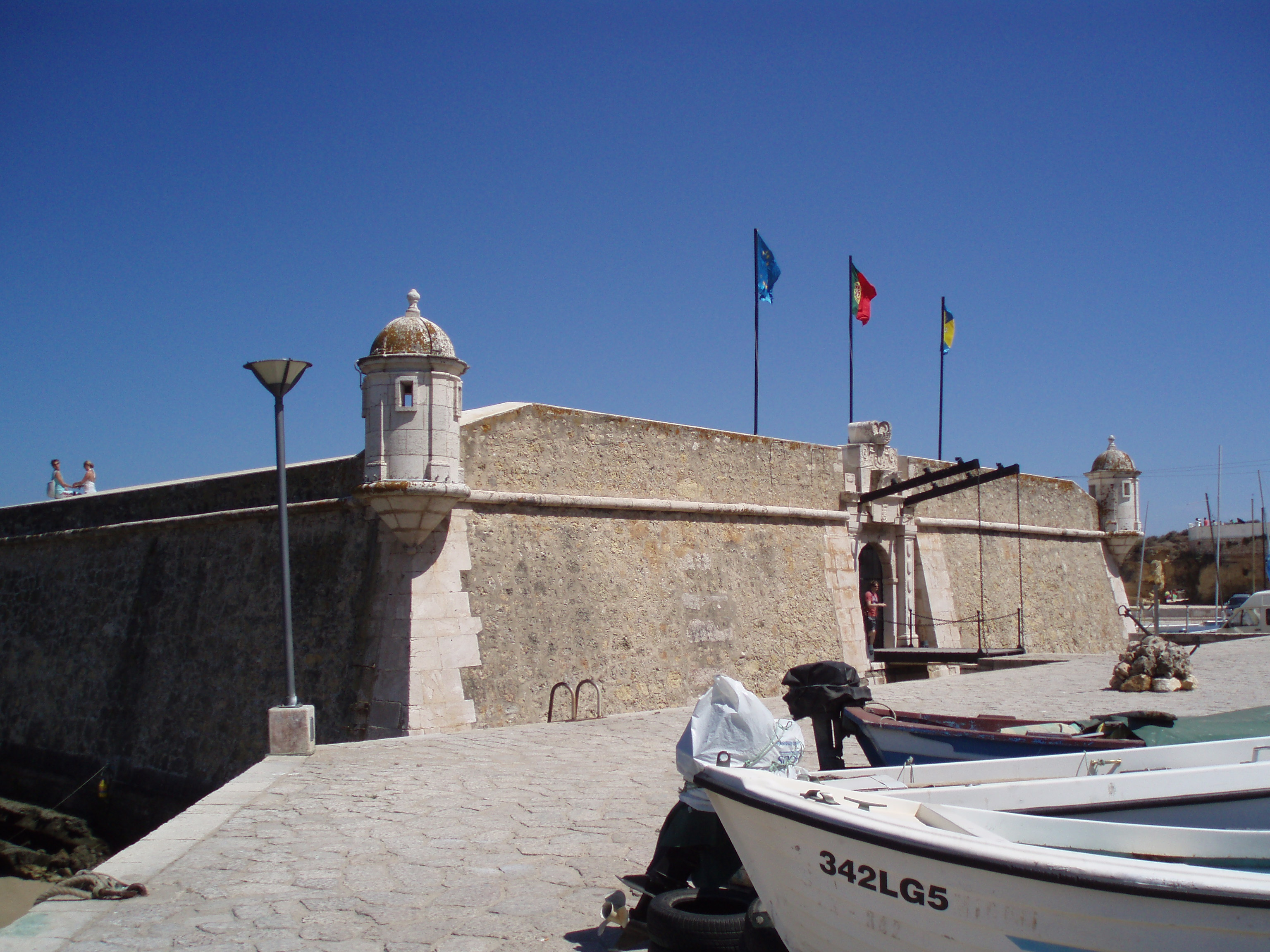
Forte da Ponta da Bandeira

#### Património civil
- Antigo edifício da Portagem ou Quartel dos Remadores da Alfândega
- Antigos Paços do Concelho de Lagos – localiza-se na Praça Gil Eanes e acolhe a Assembleia Municipal de Lagos.
- Casa das Palmeiras, também conhecida como Casa Novack de Vicenzo.
- Clube Artístico Lacobrigense - Associação cultural sedeada num edifício histórico
- Edifício Oficina do Espingardeiro ou Armazém do Espingardeiro
- Farol da Ponta da Piedade
- Hotel São Cristóvão (demolido)
- Mercado de Escravos – localizado na Praça do Infante, o edifício do Mercado de Escravos (provavelmente o primeiro mercado de escravos da Europa[38]), perpetua a memória desse tráfico de seres humanos, que também abastecia outras regiões portuguesas. Na fachada do edifício estão gravadas as Armas do Marquês de Nisa. O 1º piso chegou a ser utilizado como Casa de Vedoria e Alfândega, Casa de Guarda e Prisão Militar. Presentemente o piso térreo está ocupado com o Núcleo Museológico do Mercado de Escravos.[36]
- Mercado Municipal da Avenida – Localizado na Avenida dos Descobrimentos, o edifício do Mercado Municipal foi construído em 1924; sofreu obras de remodelação entre 2002 e 2004.
- Pelourinho de Lagos – o Pelourinho encontra-se atualmente num pátio interior do Museu Municipal Dr. José Formosinho.[36]

Na Praça Luís Vaz de Camões destaca-se igualmente um edifício cujas fachadas para a rua estão quase totalmente forradas com azulejos em relevo, integrados no estilo da Arte Nova.

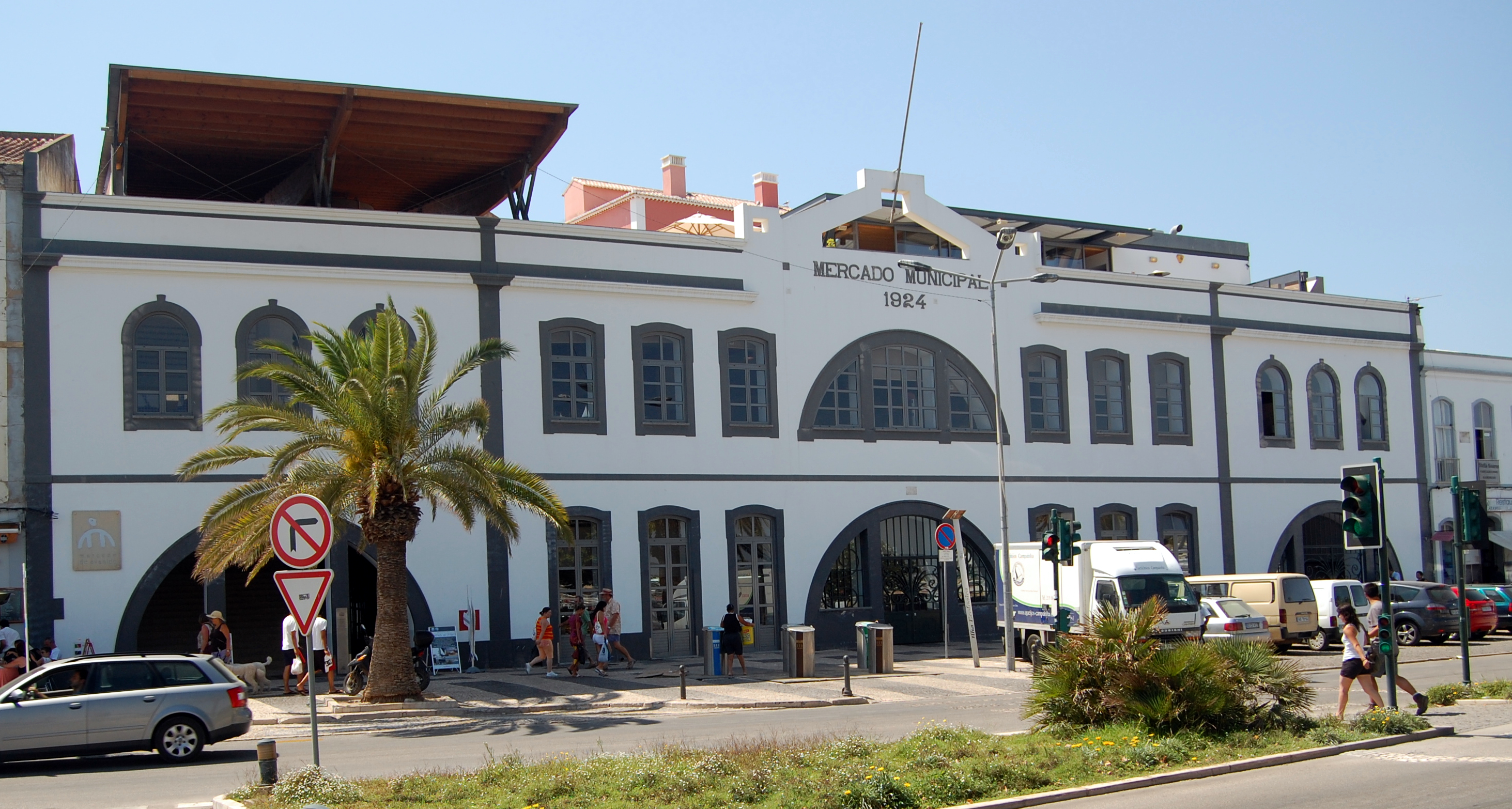
Mercado Municipal da Avenida
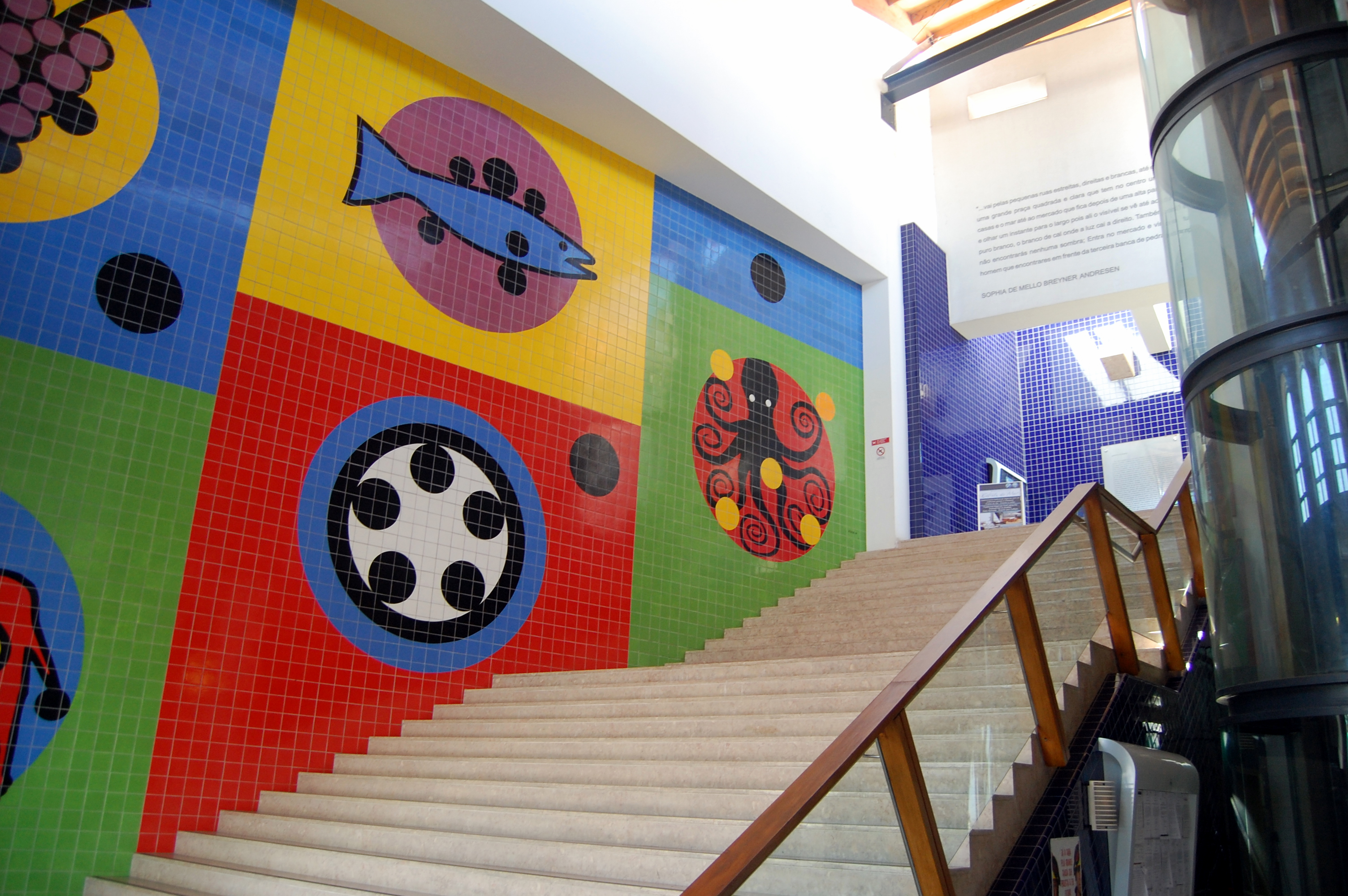
Interior do Mercado (painel de azulejos de Xana)
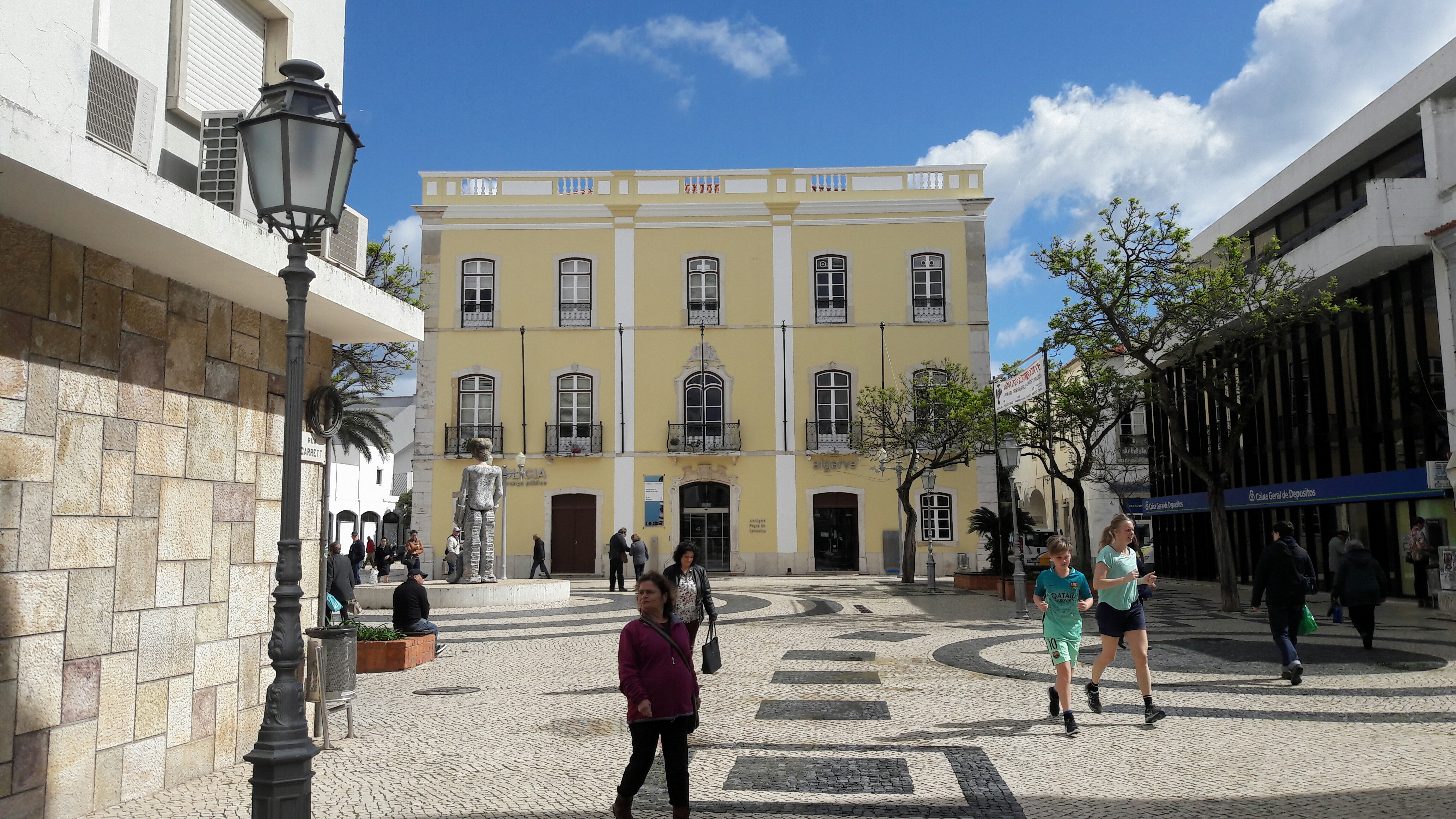
Antigos Paços do Concelho de Lagos
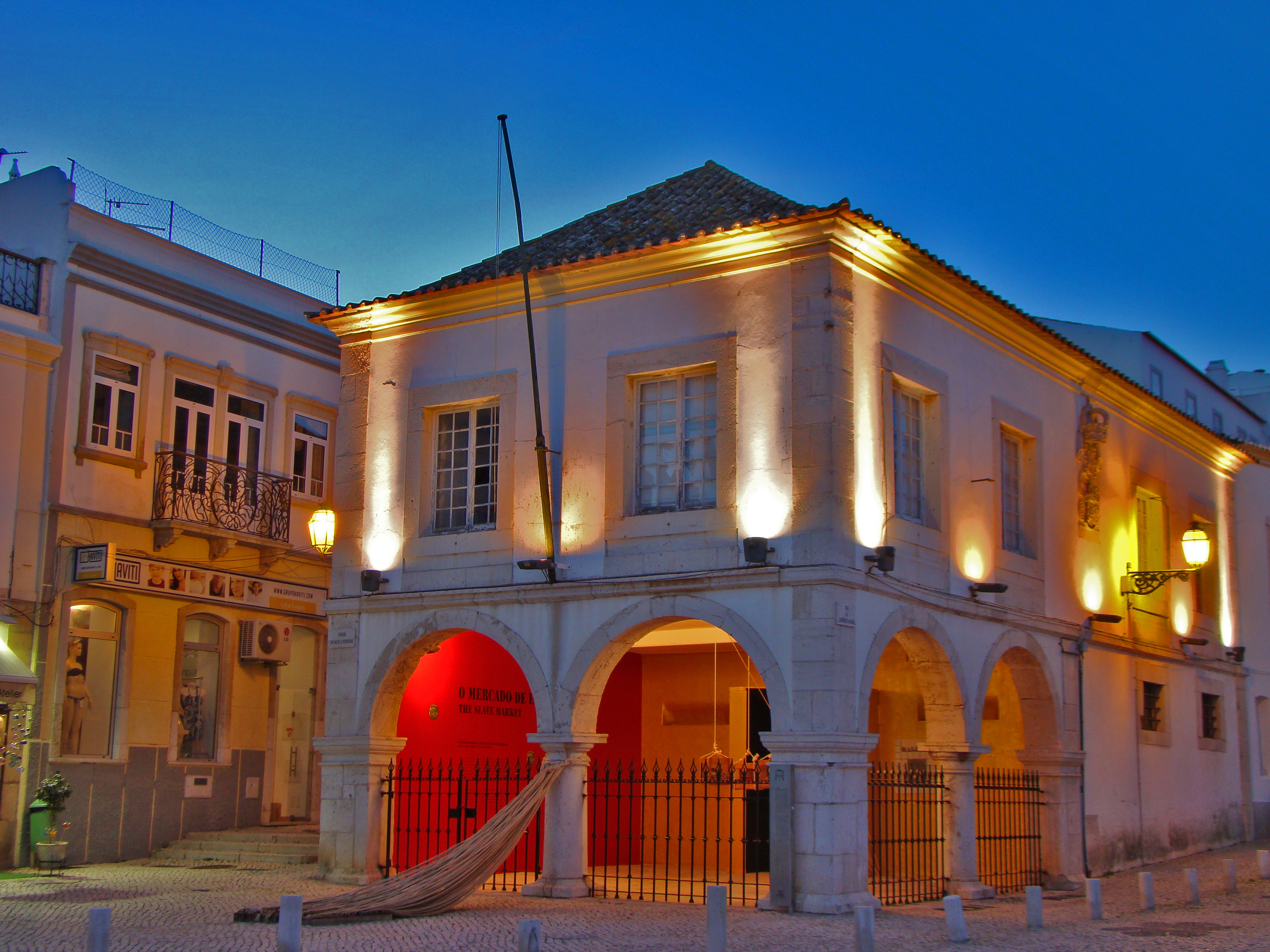
Mercado de Escravos
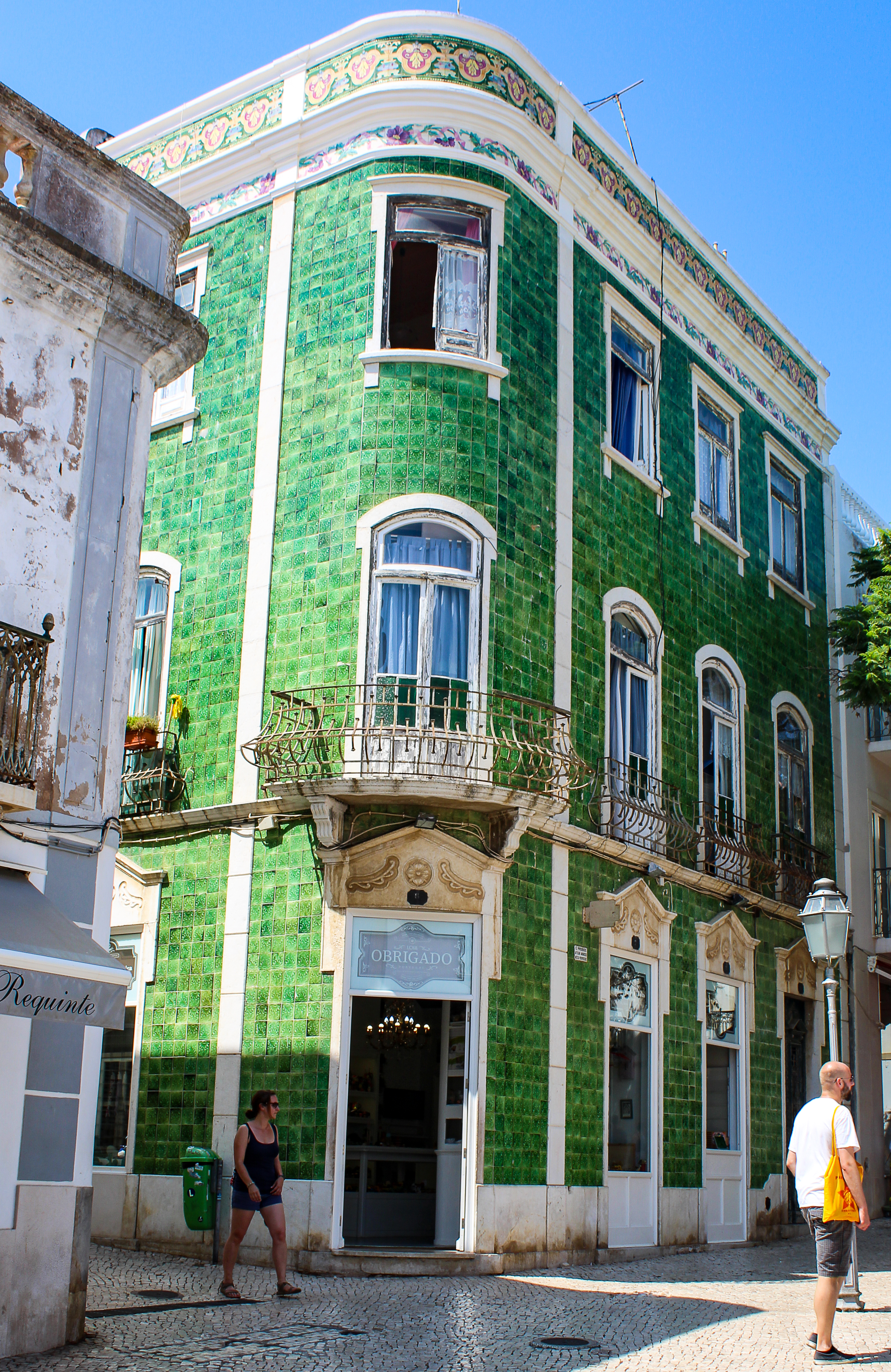
Edifício Arte Nova na Praça Luís de Camões

#### Património arqueológico
- Barragem Romana da Fonte Coberta
- Estação Arqueológica Romana da Praia da Luz
- Menir da Cabeça do Rochedo; encontra-se junto a uma pedreira, no Lugar do Figueiral, na Freguesia de Bensafrim.
- Menir de Odiáxere
- Necrópole romana de Fonte Velha, em Bensafrim
- Ruínas da antiga cidade de Lacóbriga, no Monte Molião.[40]

### Arte pública
- A Passagem: Escultura de Tolentino Abegoaria em calcário, está situada no Cemitério Municipal, e representa a transição do ser humano para o além.
- Brasão de Lagos: Situada no Jardim da Constituição, retrata o Brasão Municipal de Lagos. Foi esculpida em calcário por José Arvelos.
- Busto de Júlio Dantas: Este monumento foi instalado por iniciativa do Rotary Club de Lagos, em homenagem ao escritor lacobrigense Júlio Dantas. Da autoria de Tolentino Abegoaria, está situado junto ao Mercado de Santo Amaro.
- Busto de Salgueiro Maia: Esculpido por Jorge Coelho, este monumento recorda uma das principais figuras da Revolução de 25 de Abril de 1974. Localiza-se na praceta com o mesmo nome, na cidade de Lagos.
- Dia Internacional da Criança: Monumento em betão, do escultor José Vieira Cabrita, está situado na Rua da Porta de Portugal. Foi instalado durante das Comemorações do Ano Internacional da Criança, em 1979.
- Estátua a Gil Eanes – esta estátua da autoria de Canto da Maia é uma homenagem ao lacobrigense, escudeiro do Infante D. Henrique, que em 1434 dobrou o Cabo Bojador; está localizada no Jardim da Constituição.[41]
- Estátua a São Gonçalo de Lagos: Este monumento ao santo padroeiro da cidade de Lagos situa-se no miradouro conhecido como Chão Queimado. Foi esculpido por Tolentino Abegoaria.[41]
- Estátua ao Infante D. Henrique – Esculpido pelo artista Leopoldo de Almeida, este monumento foi descerrado em 1960. Recorda a importante figura do Infante D. Henrique e a sua ligação à cidade de Lagos, onde terá passado alguns anos, durante os inícios dos Descobrimentos Portugueses.[41]
- Estátua de El Rei Dom Sebastião – localizada no centro da cidade, esta estátua em pedra de João Cutileiro foi inaugurada em 1973 por ocasião das comemorações dos 400 anos da elevação de Lagos a cidade.[42] Homenageia o rei D. Sebastião, que elevou Lagos a cidade. Também foi a partir desta praça que iniciou em 1578 a sua malograda campanha militar a Marrocos, onde faleceu.[41] O design desta obra foi escolhido por João Cutileiro por dois motivos: como forma de oposição às rígidas doutrinas culturais da ditadura, e como exemplo da inovação dentro da arte escultural portuguesa.[43]
- Estela da Fonte Velha: Esta escultura, da autoria de Tolentino Abegoaria, está exposta na Praça do Mercado, em Bensafrim. É uma réplica de uma lápide funerária da Idade do Ferro, descoberta em 1882 pelos arqueólogos Estácio da Veiga e Santos Rocha, no sítio da Fonte Velha ou dos Solões da Mina, nas imediações daquela vila.[41]
- Instalação Sem Título Escultura de Jorge Vieira, composta por uma série de tubos multicolores, com efeitos luminosos durante a noite. Instalada na década de 1990, está localizada junto ao edificio dos correios, na Avenida dos Descobrimentos.[41]
- Fonte das Oito Bicas: Estrutura em calcário, de Rui Mendes Paula, situada na Rua Garrett, e que representa uma fonte manuelina do século XVI.[41]
- Monumento ao Padre Glória: Igualmente executada por Tolentino Abegoaria, esta obra recorda o artista, cónego e arqueólogo António José Nunes da Glória. Está situado junto da Igreja de Bensafrim, que ajudou a construir.
- Monumento ao Pescador: Inaugurada em 25 de Abril de 1995, esta escultura, de Tolentino Abegoaria, presta homenagem aos pescadores de Lagos, e recorda o seu contributo para o desenvolvimento da cidade. Situa-se no Bairro dos Pescadores.
- Monumento aos Mortos da Grande Guerra: Este monumento, erguido na Praça Luís de Camões, homenageia a presença portuguesa na Primeira Guerra Mundial.
- Monumento aos Navegadores Lacobrigenses – inaugurado em 1997, este monumento está situado na Avenida dos Descobrimentos, perto do Mercado Municipal. Foi concebido por Xana para homenagear os navegadores lacobrigenses que, impulsionados pelo Infante D. Henrique, iniciaram no século XV as viagens de descobrimento. É composta principalmente por uma espiral, que representa o desconhecido e o movimento progressivo e contínuo do oceano.[41]
- Monumento Liberdade, Diálogo e Democracia – da autoria de Vera Gonçalves, este monumento situa-se numa rotunda na Avenida da República e foi inaugurado em 1999 no âmbito das comemorações do 25 de Abril.[41]
- Monumento O Mar, a Mulher e a Terra: Este monumento corresponde a duas esculturas, uma na Rua Infante de Sagres, em Lagos, e outra na Avenida dos Pescadores, na vila da Luz. Foram ambas elaboradas por Eduarda Coutinho, e inauguradas em 8 Março de 2001, durante as comemorações do Dia da Mulher.[41]
- O Tempo do Homem na Terra: Escultura de Paulo d’Eça Leal, situada numa rotunda da Avenida das Comunidades Portuguesas. É composto por uma estrutura metálica em forma de cubo, que suporta um elemento móvel, com uma esfera com 3,15 m de diâmetro numa ponta, e uma chapa na outra. Desta forma, a chapa move-se com o vento, levando à oscilação da esfera.
- Padrão Comemorativo do 10 de Junho: Esculpido pelo artista plástico Jorge Mealha, este monumento localiza-se na Avenida dos Descobrimentos, nas imediações do Forte da Ponta da Bandeira. Foi inaugurado em 10 de Junho de 1996 pelo então Presidente da República, Jorge Sampaio, ano em que a cidade recebeu as comemorações nacionais do Dia de Portugal, de Camões e das Comunidades Portuguesas.[41]
- Painel da Ponte Pedonal: Obra policromática em cerâmica de Jorge Mealha, inaugurada em 1991. Tem cerca de 30 m², sendo formada por várias placas de 20 x 30 cm, com isolamentos em cera para separar as cores dos vidrados.
- Painel dos CTT: Painel de azulejos no edifício dos Correios de Lagos, formado por 182 placas de barro, revestidas por esmalte de alto fogo. Foram encomendados pela empresa CTT à casa Mosaicos Ideal, Lda., de Lisboa, utilizando uma maqueta da autoria do artista Rosário Silva. Foi aplicado um tema marítimo em alusão à situação geográfica da cidade de Lagos, com desenhos de praias, animais marinhos e embarcações, enquanto que no lado direito foi retrado um corneteiro montado num cavalo, emblema da empresa dos CTT, que representa a velocidade e a aproximação.[41]
- Primavera em Lagos: Monumento à estação da Primavera, elaborado pelo artista lacobrigense José Maria Pereira, utilizando mármore branco de Estremoz e outros materiais. Está assente na rotunda da Praia do Porto de Mós.
- Rosa-dos-ventos: Monumento colocado numa rotunda na Estrada da Meia Praia, que recorda o papel que as navegações marítimas tiveram na história da cidade. O desenho e a escultura foi da autoria de Soren Ernst, em colaboração com António Fernandes, tendo sido inaugurado em Janeiro de 1998.[41]
- Rotunda da Caravela: Fonte luminosa no Rossio de São João, que forma a aparência de uma caravela através de repuxos de água, evocando desta forma a forte ligação entre a cidade de Lagos e a navegação marítima, principalmente durante os Descobrimentos Portugueses.[41]
- Tríptico Alusivo a Alcácer Quibir: Obra do escultor João Cutileiro, está situada no Jardim da Constituição. Nos painéis está representada a Batalha de Alcácer-Quibir, com destaque para a cena do desaparecimento do rei D. Sebastião.[41]
- Vénus Deitada Escultura de João Cutileiro em mármore, situada na Rua das Portas de Portugal. Foi elaborada na década de 1980.[41]

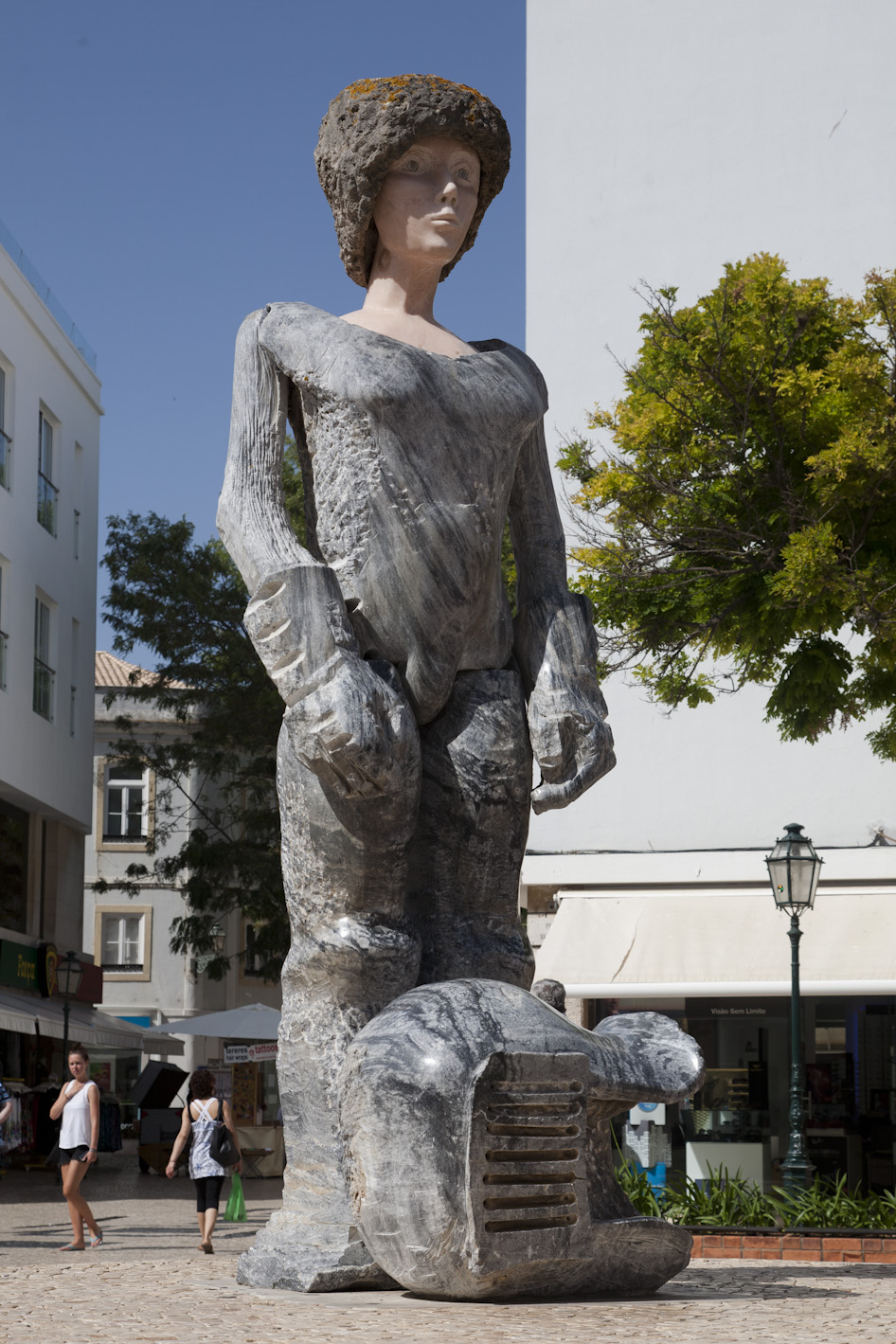
João Cutileiro, Estátua de El Rei Dom Sebastião
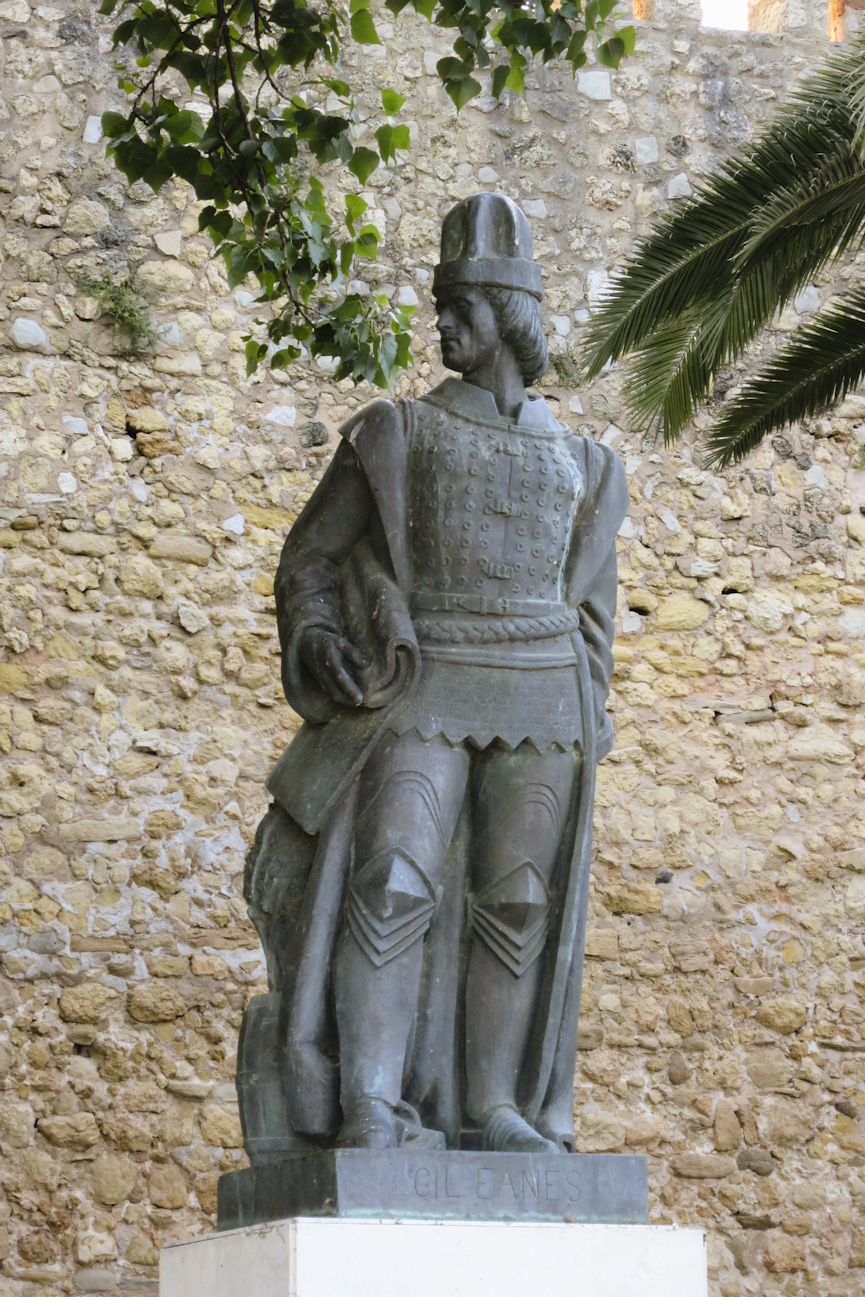
Canto da Maia, Estátua a Gil Eanes
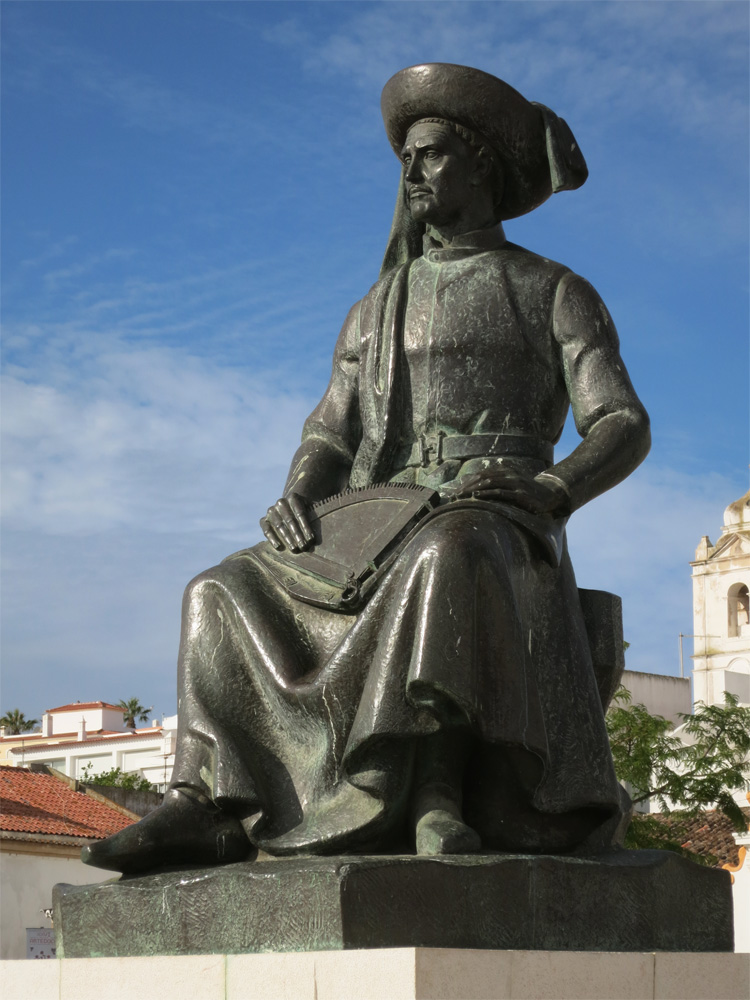
Leopoldo de Almeida, Estátua ao Infante D. Henrique
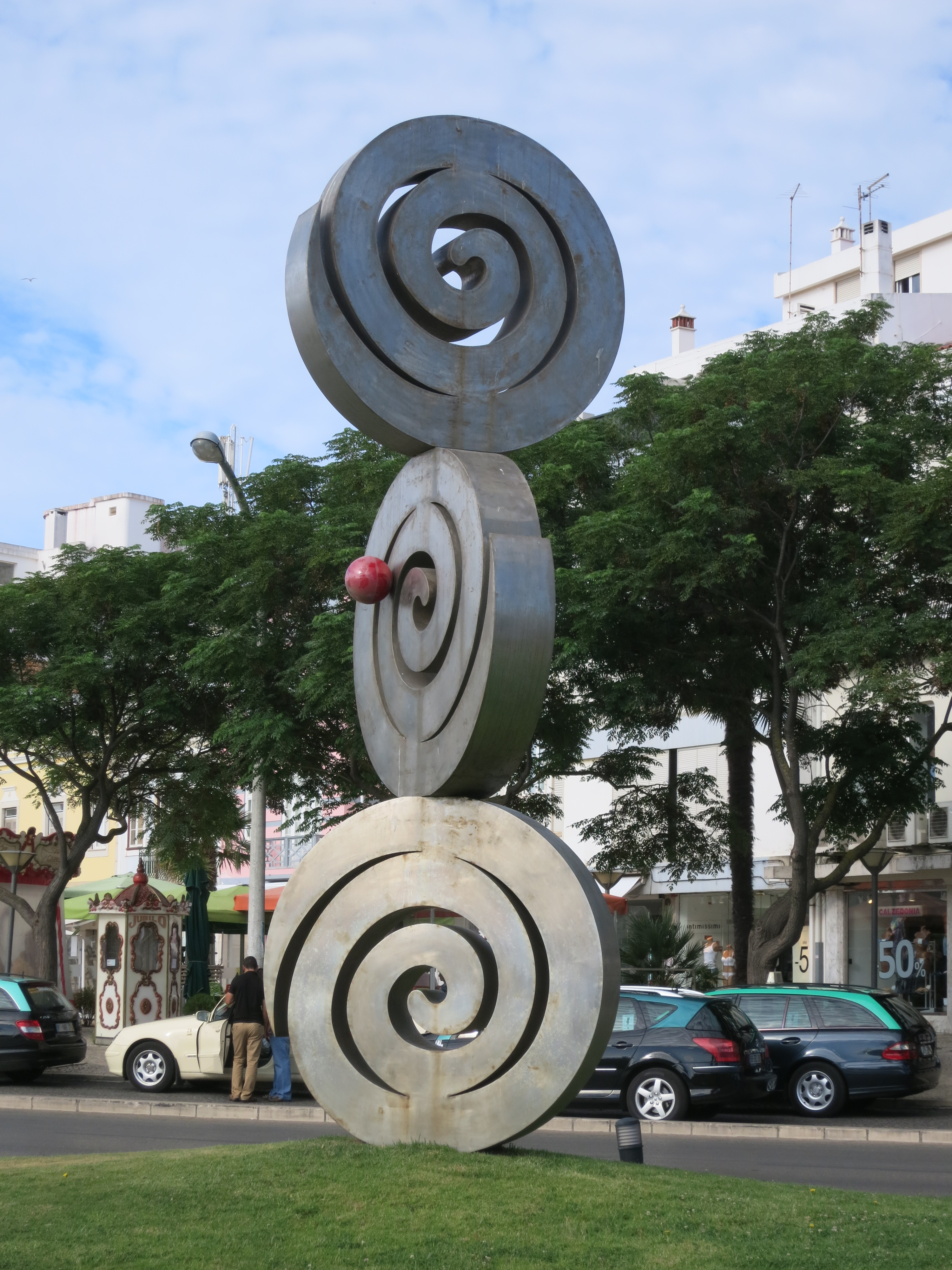
Xana, Monumento aos Navegadores Lacobrigenses
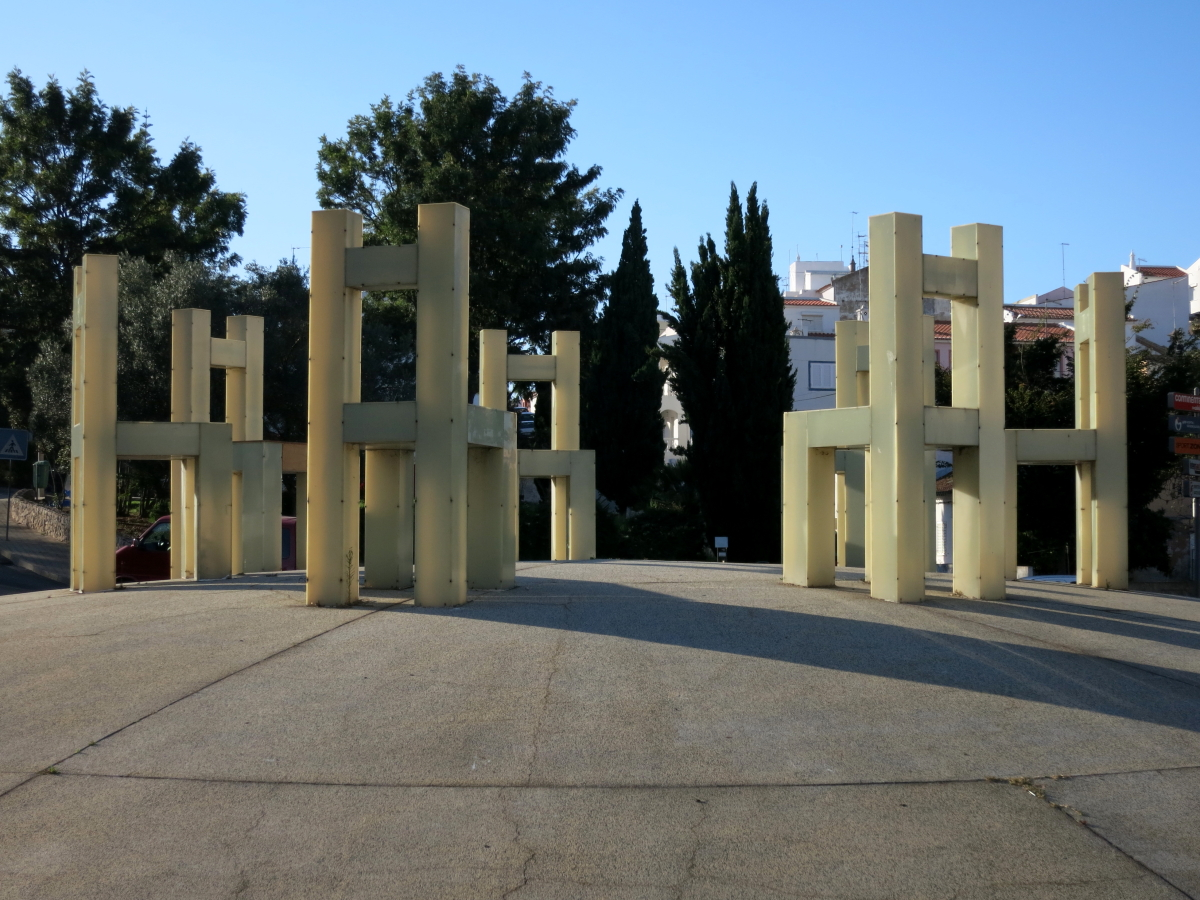
Vera Gonçalves, Monumento Liberdade, Diálogo e Democracia

### Locais de interesse
Hoje, o maior atrativo de Lagos reside na abundância e beleza das suas praias. Os visitantes podem escolher entre longas extensões de dunas de areia da Meia Praia e praias mais pequenas e abrigadas, como a Praia da Boneca ou a Praia Dona Ana. O centro histórico deverá ser explorado a pé. Apesar da destruição causada pelo sismo de 1755, muitas das casas mantêm a tradicional pedra trabalhada, as pitorescas varandas de ferro forjado e os pátios interiores. Lojas, bares e restaurantes bordejam as ruas calcetadas, na sua maioria pedonais, tornando-as num local agradável para um passeio e para experimentar a gastronomia local.
- Barragem de Odeáxere ou da Bravura
- Marina de Lagos – Localizada na Baía de Lagos, junto ao centro histórico da cidade, a moderna marina de Lagos (com 460 lugares para embarcações) juntamente com a sua ponte levadiça, tornou-se num centro importante para viajantes de longa distância, disponibilizando várias opções de comércio e lazer.[44]
- Mata Nacional de Barão de São João
- Pedra do Galo
- Ria de Alvor, um sítio Natura 2000
- Zoo de Lagos – inaugurado em 2000, o Parque Zoológico de Lagos localiza-se entre Bensafrim e Barão de São João.[45]

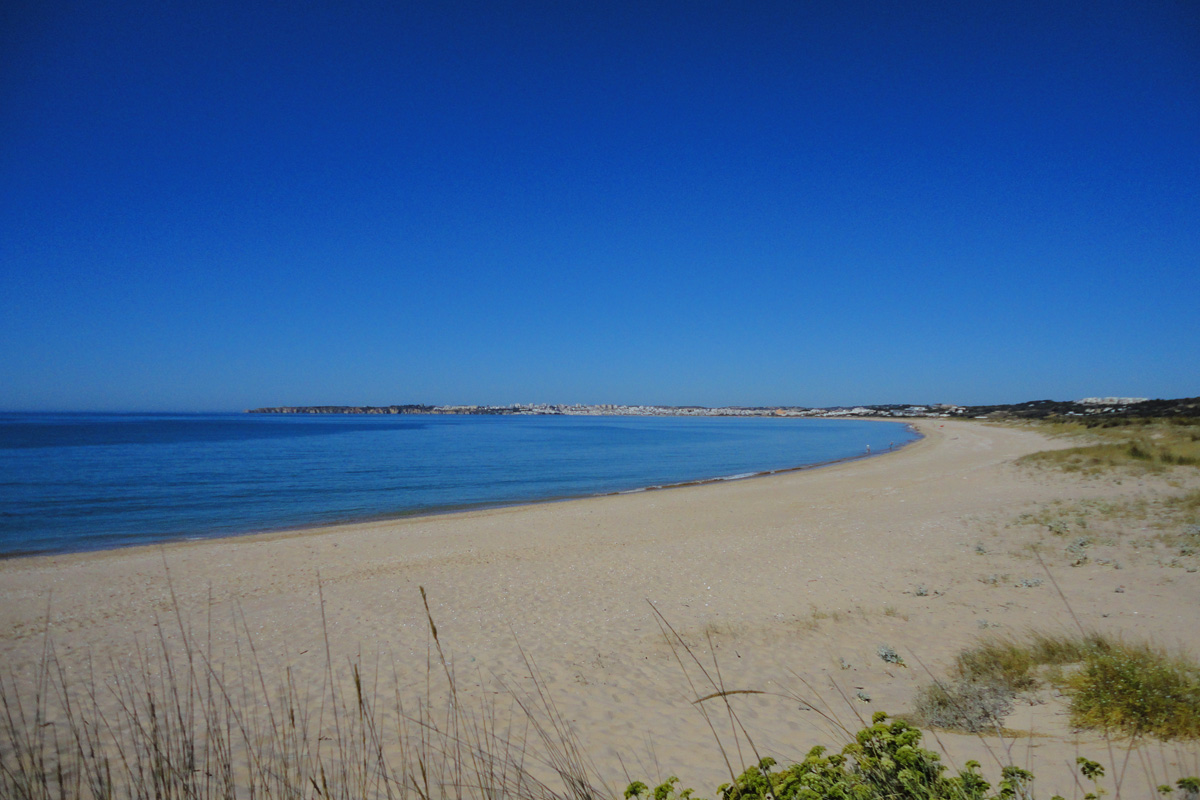
Meia Praia
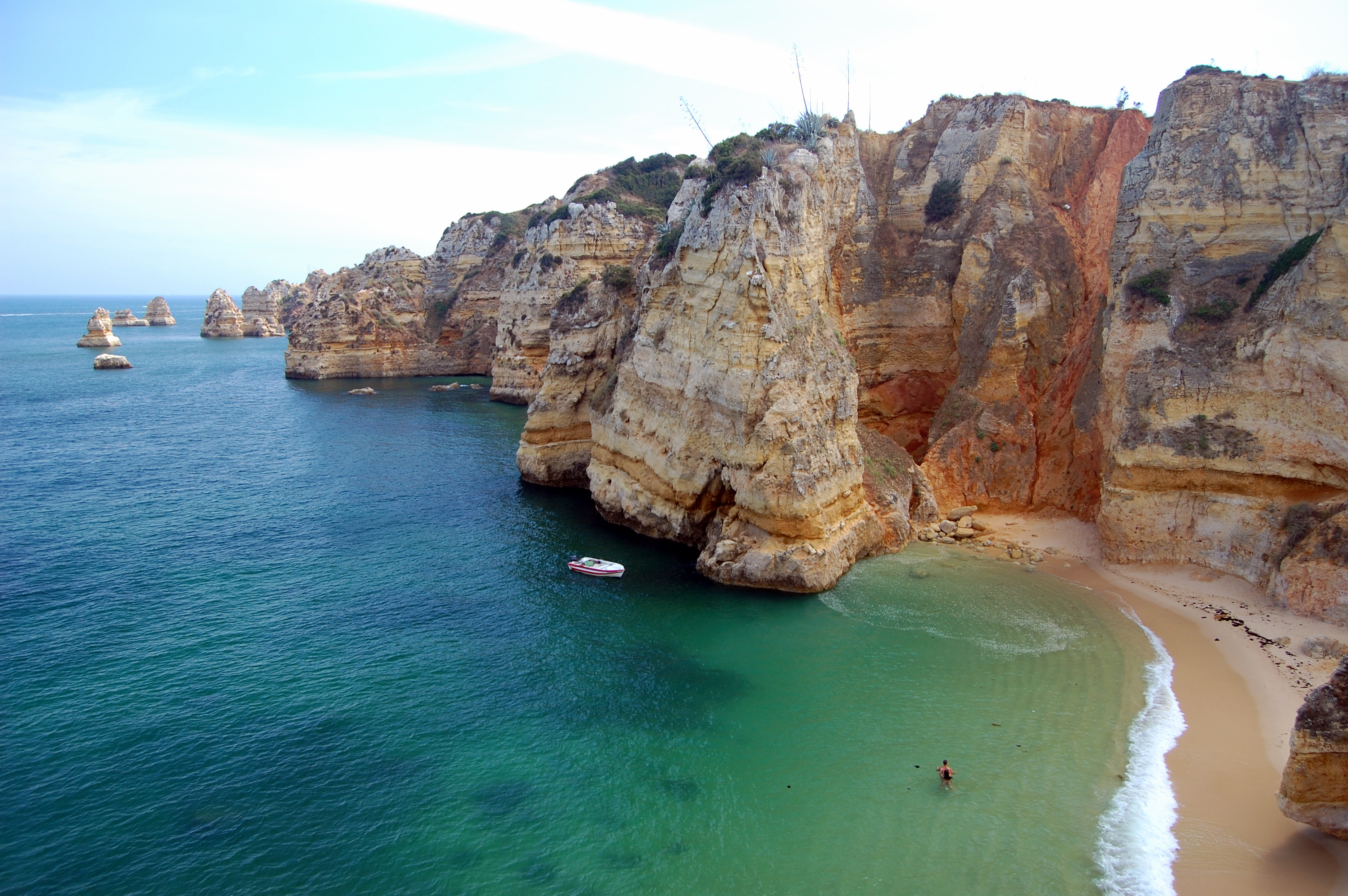
Praia da D. Ana
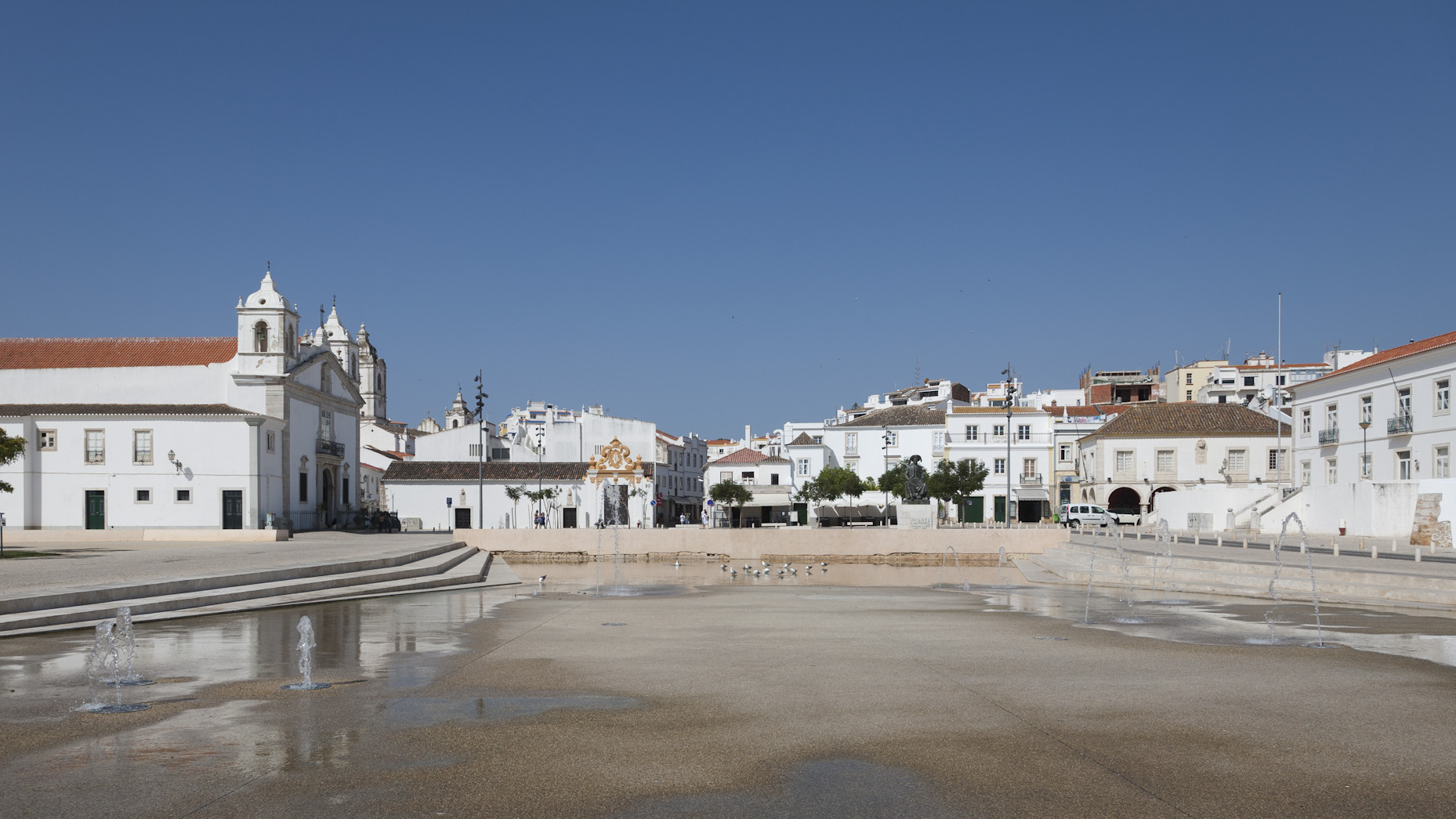
Praça Infante D. Henrique
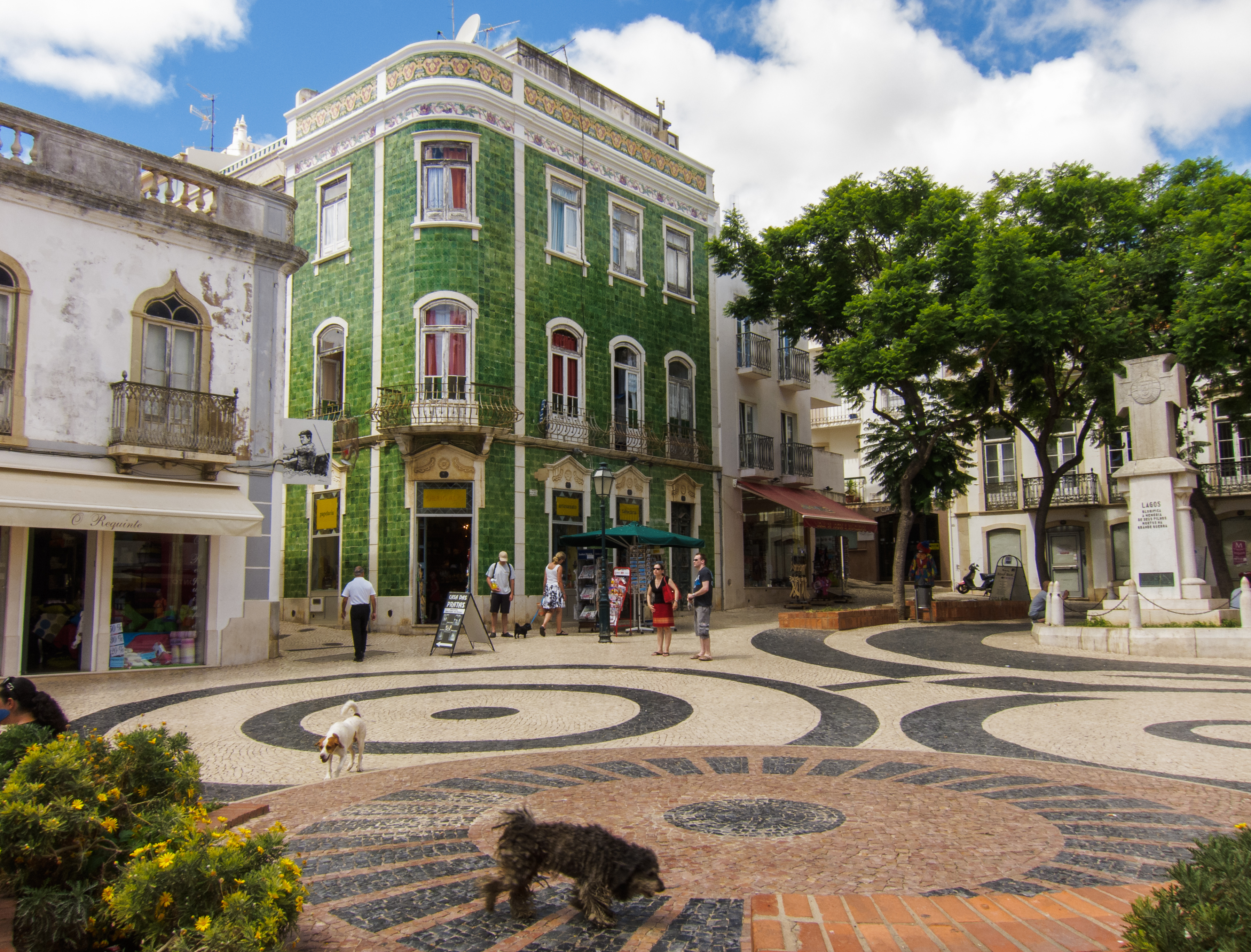
Praça no centro de Lagos
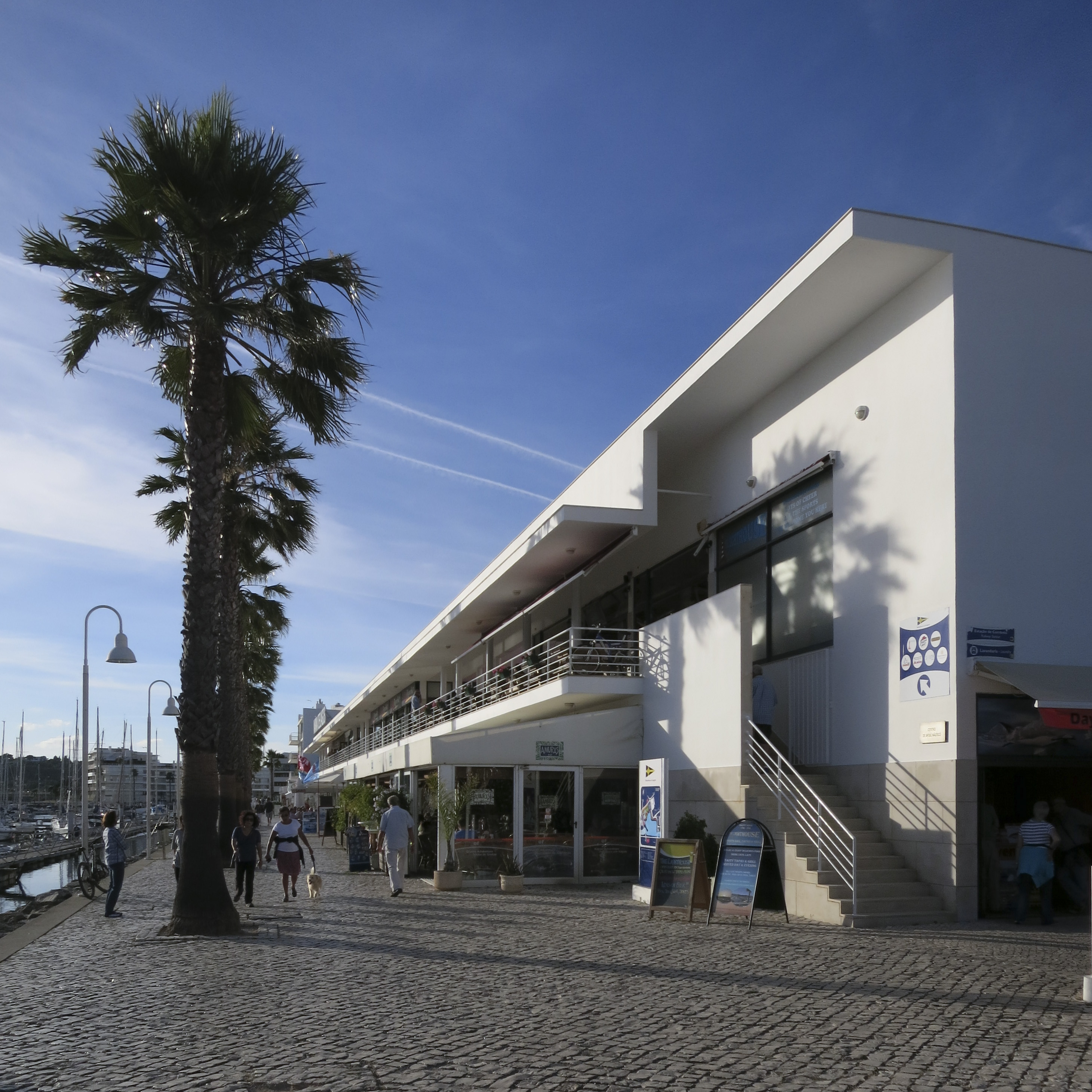
Marina de Lagos
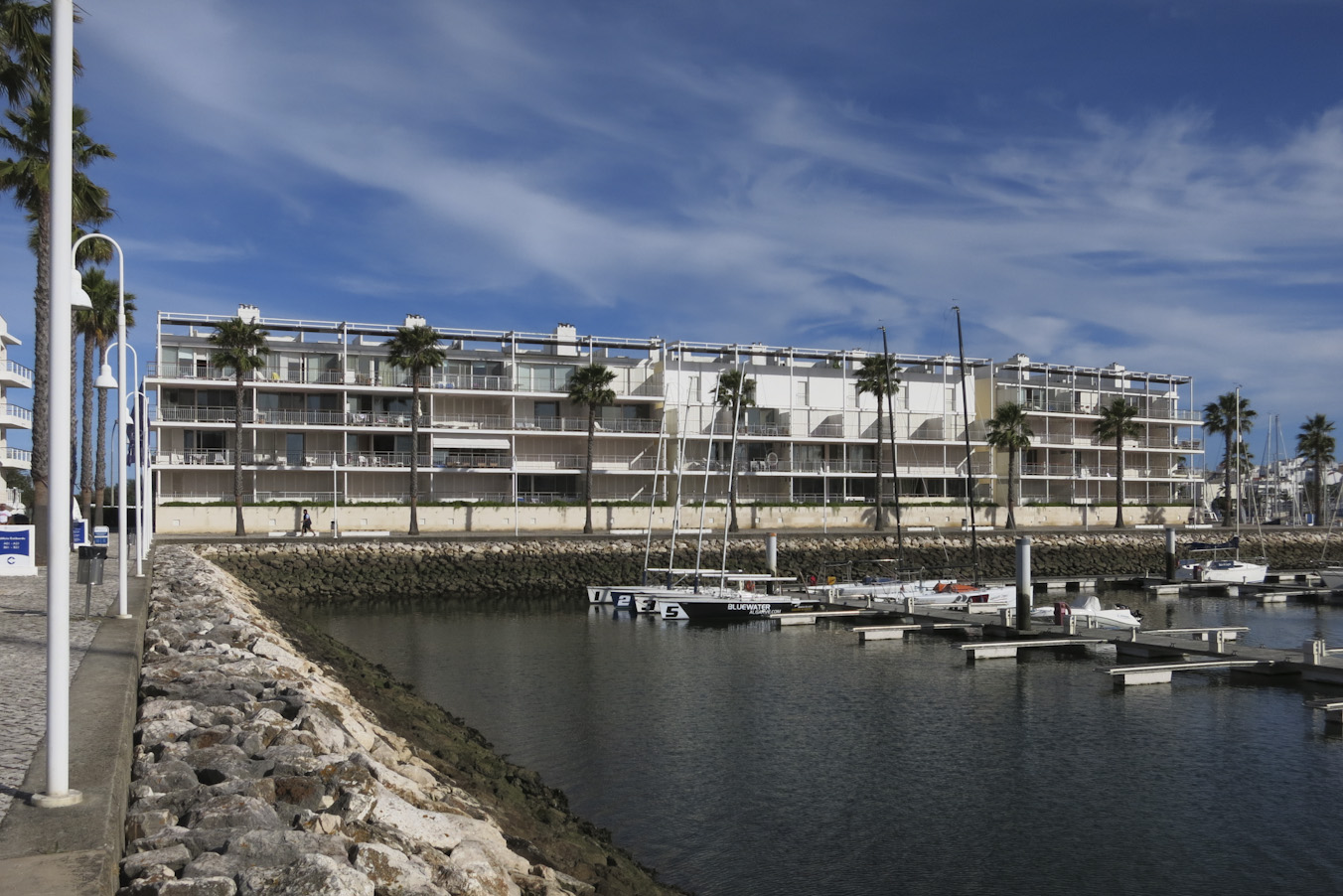
Marina de Lagos
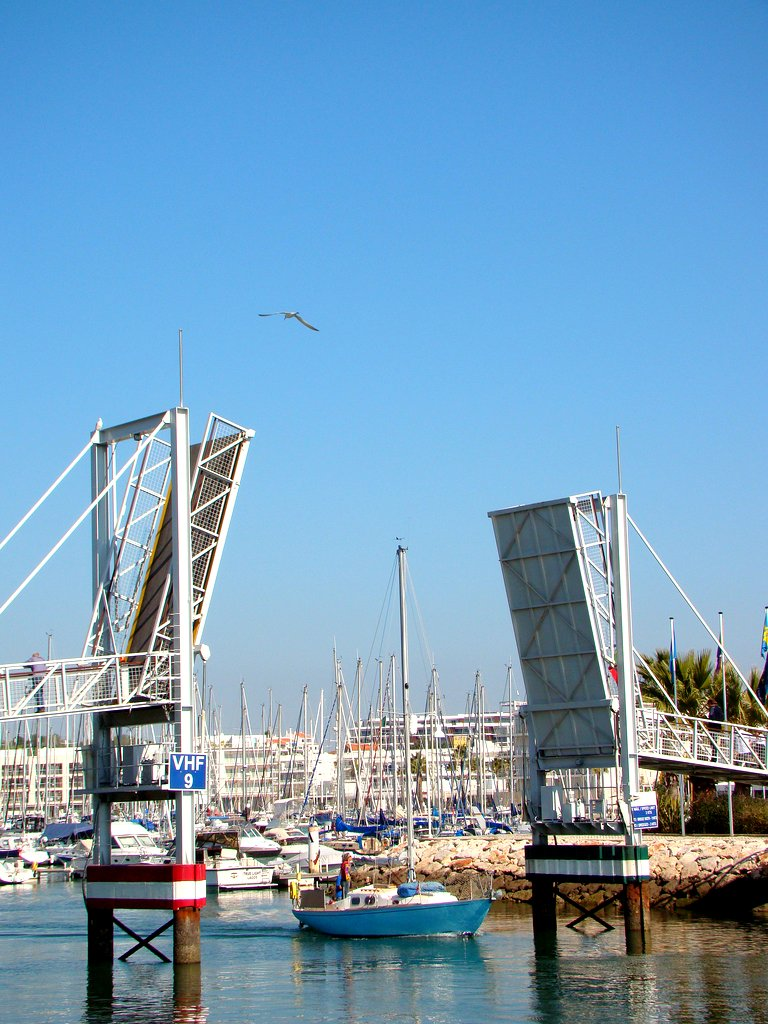
Marina de Lagos
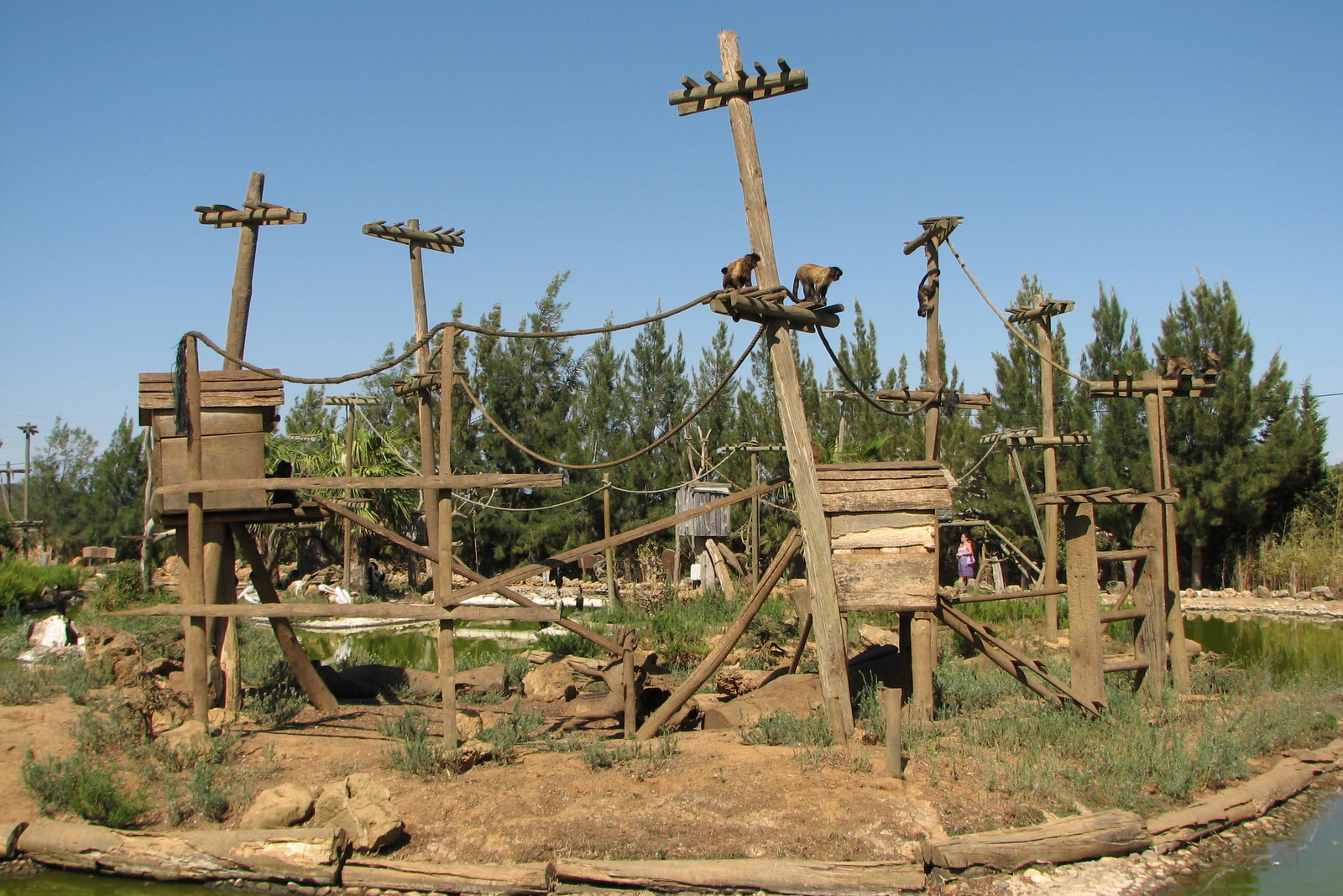
Zoo de Lagos

## Cultura

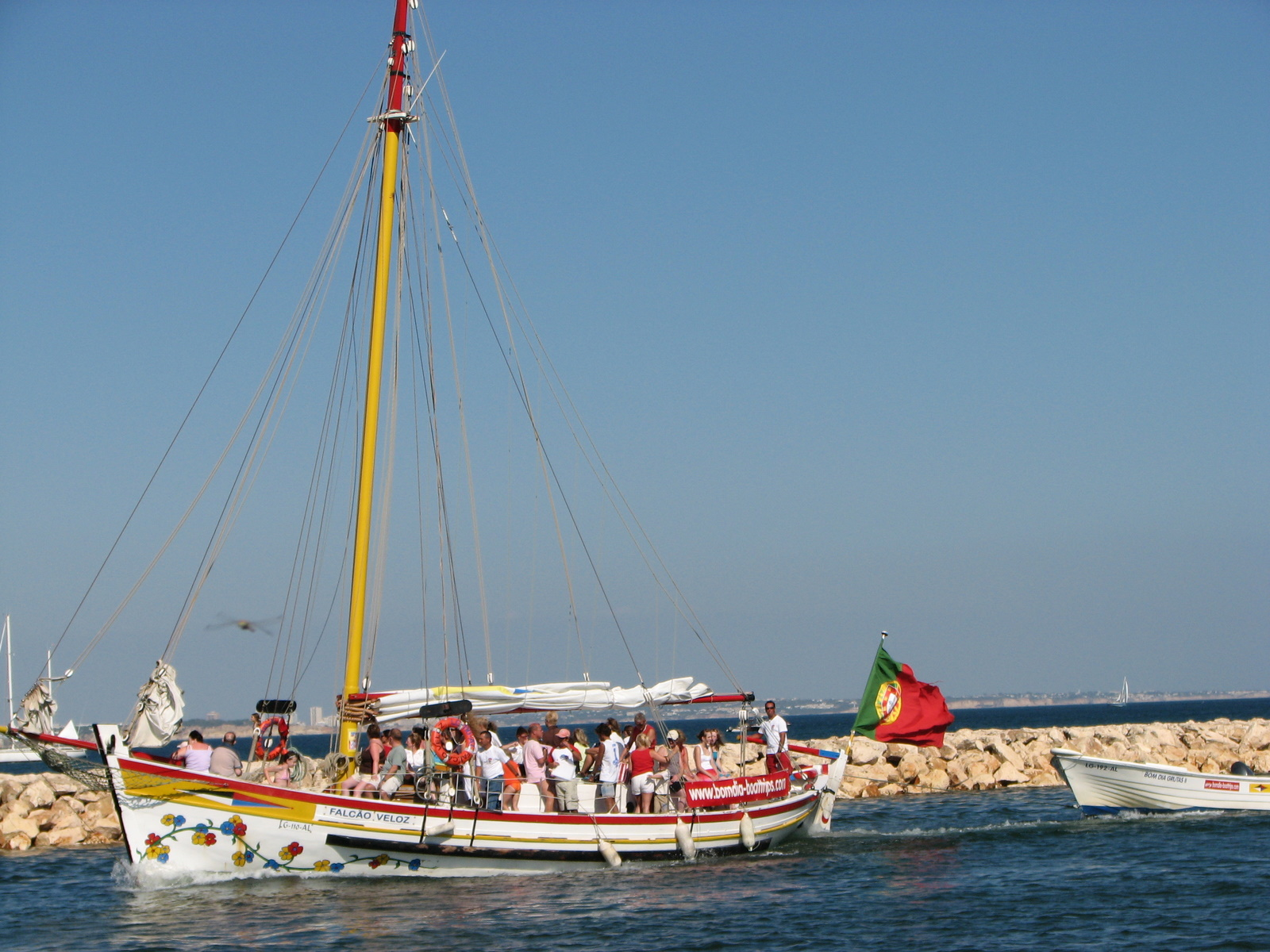
Passeios marítimos

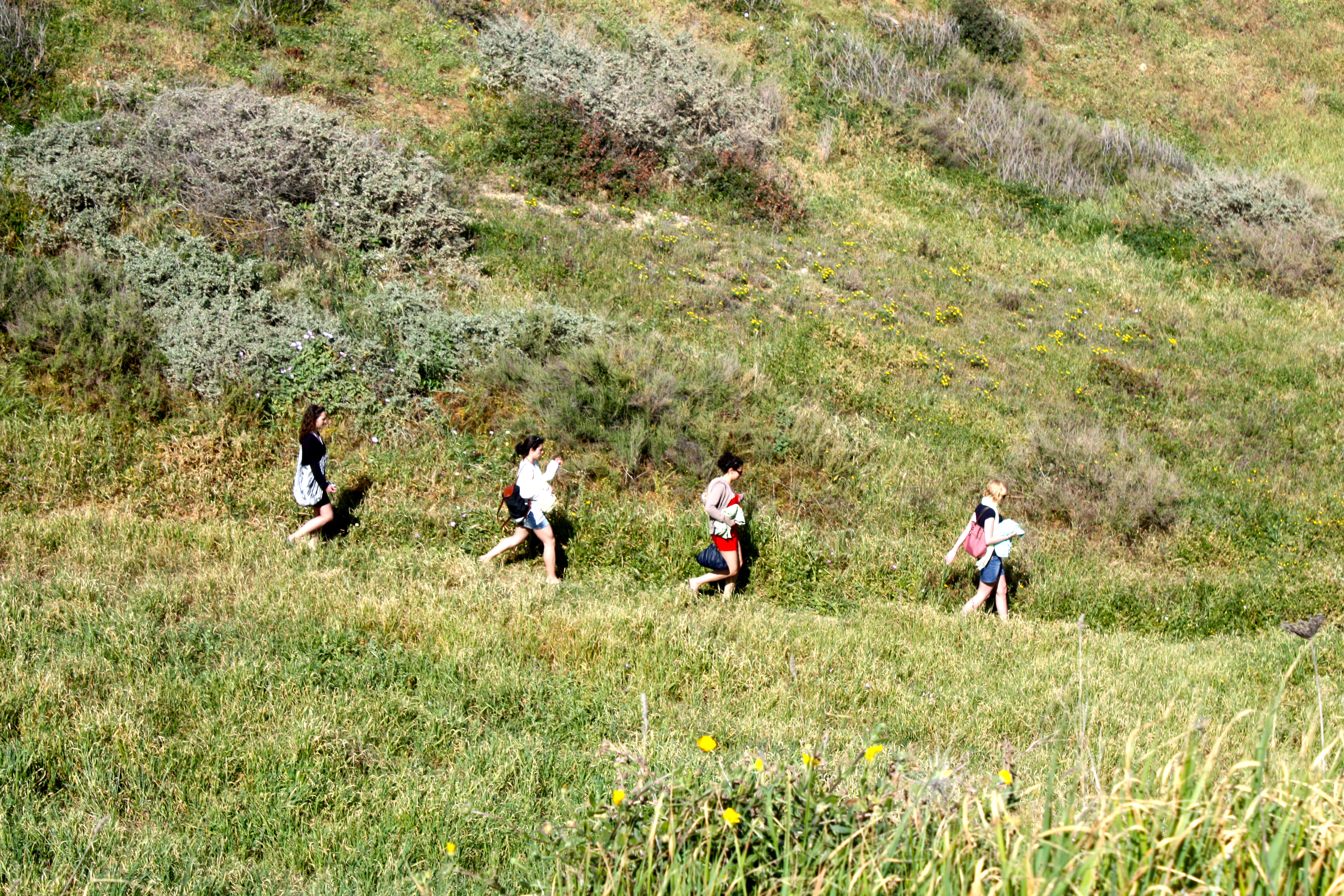
Passeios pedestres

Em Lagos desenvolvem-se diversas atividades culturais, nas quais muitas tradições locais são celebradas.  Estas vão desde a arquitetura até às relacionadas com a época dos descobrimentos. A cidade tem uma oferta diversificada de espaços culturais e estabelecimentos comerciais, restaurantes e bares. O centro da cidade e a Marina de Lagos são locais de intensa vida noturna. Diversas atividades e passeios marítimos têm enriquecido a oferta de alternativas de lazer na região.
A visitar:

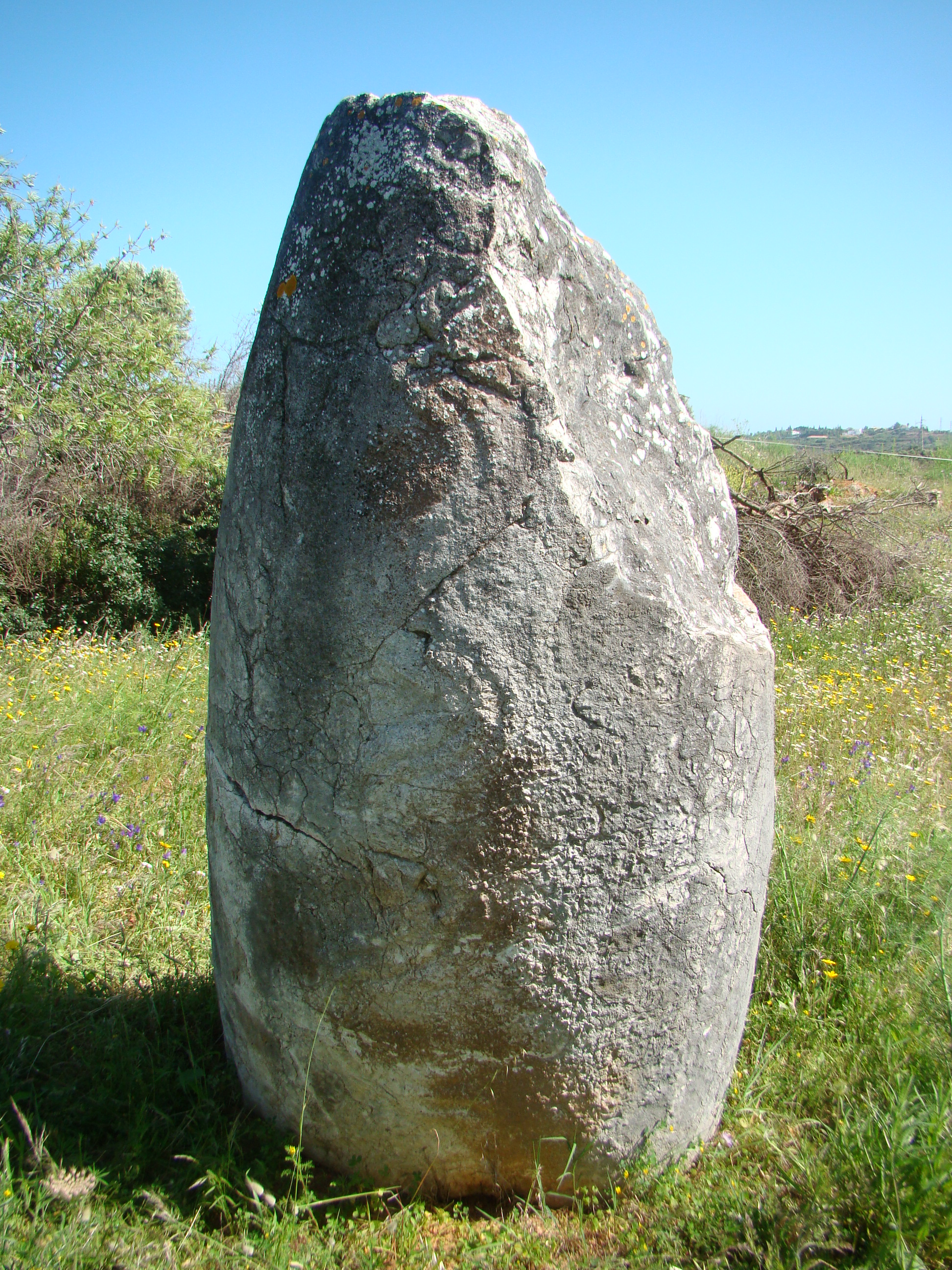
Menir da Cabeça do Rochedo

- Casa-Museu José Manuel Rosado – localizada na Rua dos Alegretes, nº31, inclui muito do espólio pessoal de José Manuel Rosado, Mestre na Arte do Transformismo, Actor de Teatro, Televisão e Cinema (criador da personagem Lydia Barloff).[46]
- Centro Ciência Viva de Lagos – o grande lema deste Centro é a divulgação científica e tecnológica junto do grande público, bem como a formação de animadores e professores, o apoio às escolas, a colaboração entre instituições científicas, empresas, autarquias e instituições educativas.[47]
- Centro Cultural de Lagos – O CCL é um espaço multidisciplinar destinado à produção e apresentação de atividades culturais, com especial incidência na realização de eventos no domínio das artes performativas e das artes visuais. Dispõe de um auditório com cerca de 300 lugares e uma área de exposições temporárias de 500 m2 distribuídas por 3 salas.[48]
- Museu de Cera dos Descobrimentos - Inaugurado a 27/10/2014 Instalado na Marina de Lagos, este espaço temático estende-se ao longo de mais de duzentos metros quadrados, é composto por 16 cenários e por 22 figuras de cera construídas à escala real. Aí são retratados alguns momentos chave do período dos Descobrimentos, tais como: a Batalha de Aljubarrota, o casamento de D. João I com Filipa de Lencastre, as conquistas do Norte de África, um porão de uma nau, os cabos da Boa Esperança e Bojador, sem esquecer Luís Vaz de Camões, que narrou a epopeia dos Descobrimentos nos “Lusíadas”. São 22, as figuras de cera que compõem o espólio e que contam a viagem histórica da Epopeia dos Descobrimentos Portugueses. O Museu de Cera dos Descobrimentos pode ser visitado diariamente durante todo o ano.
- Museu Ferroviário de Lagos - museu ferroviário temporariamente encerrado
- Museu Municipal Dr. José Formosinho – Instalado em edifício anexo à Igreja de Santo António, foi fundado em 1932. O seu espólio encontra-se distribuído pelas secções de Arqueologia, Arte Sacra, História de Lagos, Etnografia do Algarve, Pintura, Numismática, Mineralogia e Etnografia Ultramarina.[49]

Espetáculos e eventos:
Os principais eventos no município são o Banho 29 (no dia 29 de Agosto), uma manifestação cultural no Cais da Solaria que inclui uma reconstituição dos antigos hábitos balneares, e o Festival dos Descobrimentos, que recorda usos e costumes dos séculos XV e XVI. Entre outros eventos a merecer destaque, assinale-se a Feira Concurso Arte Doce, que decorre no último fim de semana de Julho e onde se celebra a doçaria tradicional algarvia.
- Algarcine / Cinema de Lagos (R. Cândido dos Reis).[53]
- Praça de Touros de Lagos (Tapada de São João) – pequena praça de touros desmontável que funciona apenas no verão.[54]
- Auditório Municipal – localizado perto do centro da cidade, no Parque Dr. Júdice Cabral, o auditório de ar livre conta com cerca de 2 mil lugares sentados e um palco com 270m2. Aqui se realizam espetáculos musicais e outros eventos culturais e recreativos.[55]

Passeios pedestres:
Entre as várias alternativas disponíveis destaque-se a Via Algarviana, trilho pedestre de Grande Rota (GR 13) que atravessa o Algarve do Cabo de S. Vicente a Alcoutim numa extensão de 300 km. No concelho de Lagos existem duas secções do traçado: Setor 12 (Marmelete–Bensafrim – 30,0 km) e Setor 13 (Bensafrim–Vila do Bispo – 30,1 km).

## Gastronomia

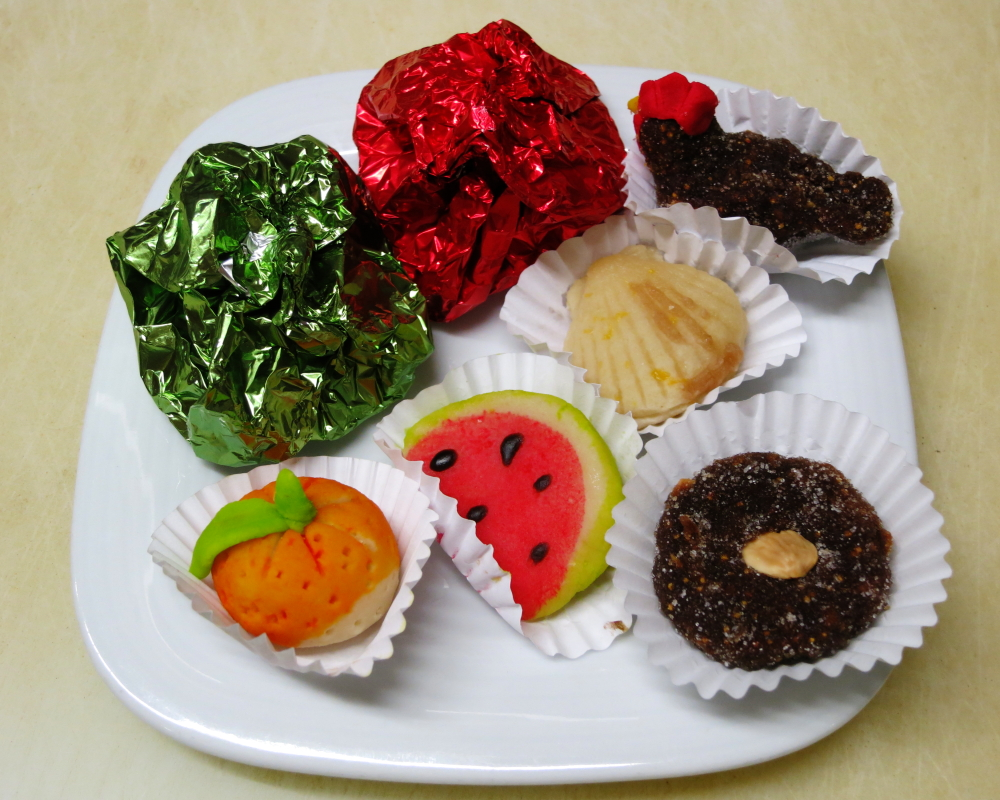
Dom Rodrigos; doces de amêndoa; doces de figo

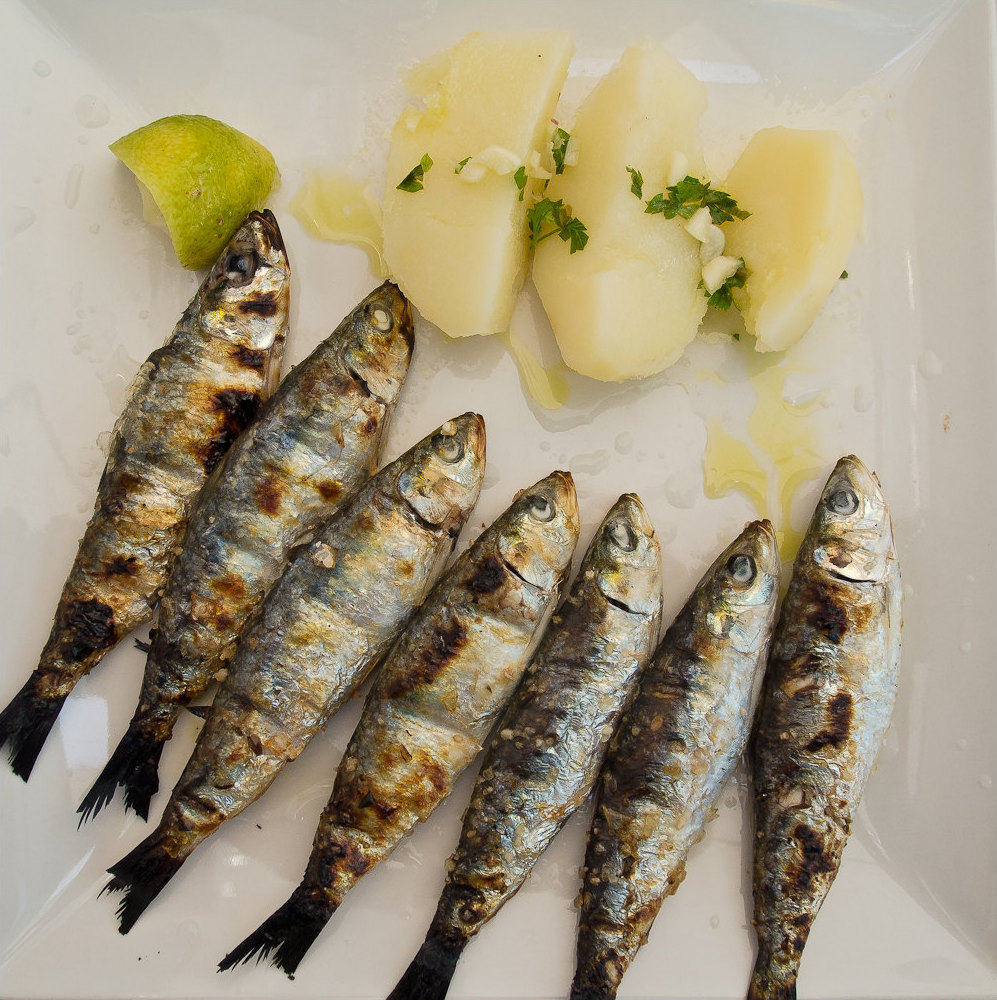
Sardinhas assadas

O mar é uma fonte de riqueza da gastronomia algarvia, com os mais variados pratos de peixe, moluscos e mariscos. Pratinhos de perceves, amêijoas à Bulhão Pato, lulinhas fritas, arroz de polvo ou de lingueirão, carapaus alimados, sardinha assada, são apenas alguns dos inúmeros petiscos e pratos incluídos no menu de qualquer restaurante. Nas carnes, o cozido de grão; o cozido de milhos; a carne de porco com amêijoas e as favas à algarvia são alguns exemplos.
A amêndoa e o figo (e até a alfarroba) são protagonistas na doçaria algarvia. Os bolinhos feitos de massa de amêndoa com recheio de ovos-moles ou fios de ovos são a base para as mais variadas fantasias. Os Dom Rodrigos são igualmente feitos de amêndoa e ovos, protegidos por um invólucro de prata colorida. Também o famoso Morgado não dispensa a amêndoa. O figo, depois de seco, inteiro ou esmagado, permite uma grande variedade de utilizações. Assinale-se uma vez mais a Feira Concurso Arte Doce, que decorre em Lagos no último fim de semana de Julho e onde tem destaque a doçaria tradicional algarvia.

## Praias

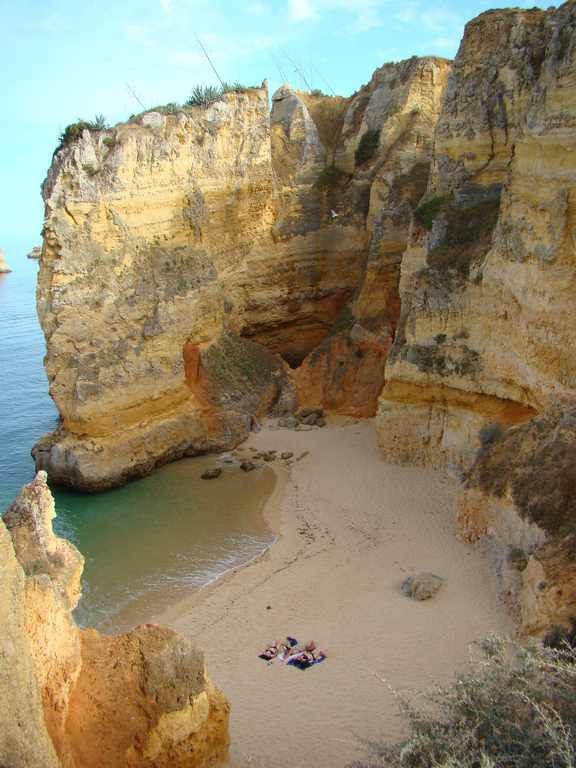
Praia da Dona Ana

### Praias
- Cais da Solaria
- Praia da Batata
- Praia da Dona Ana
- Praia da Luz
- Praia da Ponta da Piedade
- Praia de São Roque (Meia Praia)
- Praia do Barranco Martinho
- Praia do Camilo
- Praia do Canavial
- Praia do Pinhão
- Praia do Porto de Mós
- Praia dos Estudantes
- Praia dos Pinheiros
- Praia Grande

## Política

### Eleições autárquicas[58]
| Data | %     | V     | %            | V            | %       | V       | %       | V       | %              | V    | %              | V       | %              | V      | %              | V       | %              | V   | %       | V       | %    | V   | %              | V   | %              | V       | %              | V   | %   | V   | %  | V  | %  | V  | % | V | Participação |                |
| Data | PS    | PS    | FEPU/APU/CDU | FEPU/APU/CDU | CDS-PP  | CDS-PP  | PPD/PSD | PPD/PSD | GDUP           | GDUP | AD             | AD      | UDP/BE         | UDP/BE | PPM            | PPM     | PRD            | PRD | PSD-CDS | PSD-CDS | MPT  | MPT | GCE            | GCE | PPV/CDC        | PPV/CDC | PND            | PND | PAN | PAN | CH | CH | NC | NC | A | A | Participação |                |
| ---- | ----- | ----- | ------------ | ------------ | ------- | ------- | ------- | ------- | -------------- | ---- | -------------- | ------- | -------------- | ------ | -------------- | ------- | -------------- | --- | ------- | ------- | ---- | --- | -------------- | --- | -------------- | ------- | -------------- | --- | --- | --- | -- | -- | -- | -- | - | - | ------------ | -------------- |
| Data | 1976  | 46,59 | 5            | 22,72        | 2       | 8,87    | -       | 8,45    | -              | 7,52 | -              |         |                |        |                |         |                |     |         |         |      |     |                |     |                |         |                |     |     |     |    |    |    |    |   |   |              | 62,81 / 100,00 |
| 1979 | 43,46 | 3     | 26,98        | 2            | AD      | AD      | AD      | AD      |                |      | 24,90          | 2       | 2,14           | -      | AD             | AD      | 71,94 / 100,00 |     |         |         |      |     |                |     |                |         |                |     |     |     |    |    |    |    |   |   |              |                |
| 1982 | 44,08 | 4     | 21,39        | 1            | AD      | AD      | AD      | AD      | 28,94          | 2    | 1,52           | -       | 74,70 / 100,00 |        | AD             | AD      |                |     |         |         |      |     |                |     |                |         |                |     |     |     |    |    |    |    |   |   |              |                |
| 1985 | 32,76 | 3     | 16,34        | 1            | 3,18    | -       | 20,20   | 1       |                |      |                |         |                |        | 24,33          | 2       | 65,91 / 100,00 |     |         |         |      |     |                |     |                |         |                |     |     |     |    |    |    |    |   |   |              |                |
| 1989 | 27,31 | 2     | 14,54        | 1            | 2,46    | -       | 49,89   | 4       | 2,60           | -    | 67,01 / 100,00 |         |                |        |                |         |                |     |         |         |      |     |                |     |                |         |                |     |     |     |    |    |    |    |   |   |              |                |
| 1993 | 28,03 | 2     | 22,45        | 2            | 3,30    | -       | 42,43   | 3       |                |      | 68,73 / 100,00 |         |                |        |                |         |                |     |         |         |      |     |                |     |                |         |                |     |     |     |    |    |    |    |   |   |              |                |
| 1997 | 28,21 | 2     | 17,33        | 1            | 7,83    | -       | 42,45   | 4       | 63,47 / 100,00 |      |                |         |                |        |                |         |                |     |         |         |      |     |                |     |                |         |                |     |     |     |    |    |    |    |   |   |              |                |
| 2001 | 43,89 | 4     | 7,54         | -            | 2,13    | -       | 43,11   | 3       | 62,43 / 100,00 |      |                |         |                |        |                |         |                |     |         |         |      |     |                |     |                |         |                |     |     |     |    |    |    |    |   |   |              |                |
| 2005 | 49,50 | 4     | 7,82         | -            | 1,89    | -       | 35,89   | 3       | 1,84           | -    | 62,72 / 100,00 |         |                |        |                |         |                |     |         |         |      |     |                |     |                |         |                |     |     |     |    |    |    |    |   |   |              |                |
| 2009 | 60,93 | 5     | 5,77         | -            | PPD/PSD | PPD/PSD | CDS-PP  | CDS-PP  | 4,62           | -    | 24,92          | 2       | 0,73           | -      | 57,35 / 100,00 |         |                |     |         |         |      |     |                |     |                |         |                |     |     |     |    |    |    |    |   |   |              |                |
| 2013 | 34,93 | 4     | 13,83        | 1            | 6,37    | -       | 17,31   | 1       | 3,80           | -    | 1,67           | -       |                |        | CDS-PP         | CDS-PP  | 13,46          | 1   | PPM     | PPM     | PPM  | PPM | 48,20 / 100,00 |     |                |         |                |     |     |     |    |    |    |    |   |   |              |                |
| 2017 | 52,98 | 5     | 7,14         | -            | PPD/PSD | PPD/PSD | CDS-PP  | CDS-PP  | 5,07           | -    | PSD-CDS        | PSD-CDS | 13,67          | 1      | PSD-CDS        | PSD-CDS | 11,90          | 1   |         |         |      |     | 3,48           | -   | 44,92 / 100,00 |         |                |     |     |     |    |    |    |    |   |   |              |                |
| 2021 | 53,47 | 5     | 9,10         | 1            | 0,92    | -       | 12,90   | 1       |                |      |                |         |                |        |                |         |                |     | 3,21    | -       | 7,73 | -   | 7,57           | -   | NC             | NC      | 41,73 / 100,00 |     |     |     |    |    |    |    |   |   |              |                |

### Eleições legislativas
| Data | %     | %     | %     | %     | %     | %     | %        | %     | %    | %     | %    | %   | %       | % | %  | %  |
| Data | PS    | PCP   | PSD   | CDS   | UDP   | AD    | APU/ CDU | FRS   | PRD  | PSN   | BE   | PAN | PSD CDS | L | CH | IL |
| ---- | ----- | ----- | ----- | ----- | ----- | ----- | -------- | ----- | ---- | ----- | ---- | --- | ------- | - | -- | -- |
| 1976 | 45,83 | 20,73 | 11,87 | 5,30  | 3,58  |       |          |       |      |       |      |     |         |   |    |    |
| 1979 | 35,32 | APU   | AD    | AD    | 3,62  | 26,93 | 26,76    |       |      |       |      |     |         |   |    |    |
| 1980 | FRS   | APU   | AD    | AD    | 2,33  | 30,69 | 22,08    | 35,43 |      |       |      |     |         |   |    |    |
| 1983 | 46,13 | APU   | 15,19 | 7,66  | 1,91  |       | 22,60    |       |      |       |      |     |         |   |    |    |
| 1985 | 21,42 | APU   | 20,06 | 5,12  | 2,34  | 17,38 | 27,99    |       |      |       |      |     |         |   |    |    |
| 1987 | 25,36 | CDU   | 39,92 | 3,32  | 1,48  | 12,79 | 10,06    |       |      |       |      |     |         |   |    |    |
| 1991 | 31,63 | CDU   | 47,36 | 2,58  |       | 8,83  | 1,41     | 2,57  |      |       |      |     |         |   |    |    |
| 1995 | 52,09 | CDU   | 23,74 | 9,14  | 0,64  | 9,24  |          | 0,34  |      |       |      |     |         |   |    |    |
| 1999 | 53,53 | CDU   | 22,75 | 7,11  |       | 9,81  |          | 2,70  |      |       |      |     |         |   |    |    |
| 2002 | 48,18 | CDU   | 30,37 | 7,46  | 6,28  | 3,31  |          |       |      |       |      |     |         |   |    |    |
| 2005 | 54,47 | CDU   | 18,94 | 5,06  | 7,16  | 8,44  |          |       |      |       |      |     |         |   |    |    |
| 2009 | 35,43 | CDU   | 20,72 | 10,13 | 8,49  | 16,47 |          |       |      |       |      |     |         |   |    |    |
| 2011 | 24,32 | CDU   | 32,03 | 12,34 | 9,95  | 9,47  | 1,75     |       |      |       |      |     |         |   |    |    |
| 2015 | 34,61 | CDU   | CDS   | PSD   | 9,97  | 16,01 | 2,13     | 25,74 | 0,69 |       |      |     |         |   |    |    |
| 2019 | 38,81 | CDU   | 18,60 | 3,23  | 7,42  | 13,56 | 4,99     |       | 1,32 | 1,60  | 0,87 |     |         |   |    |    |
| 2022 | 41,20 | CDU   | 22,78 | 1,06  | 5,74  | 6,66  | 2,73     | 1,37  | 9,88 | 4,28  |      |     |         |   |    |    |
| 2024 | 25,84 | CDU   | AD    | AD    | 21,06 | 3,76  | 6,84     | 3,10  | 3,77 | 24,50 | 4,81 |     |         |   |    |    |

## Personalidades destacadas
- Gil Eanes – navegador português do século XV.
- Júlio Dantas – médico, poeta, jornalista, político, diplomata e dramaturgo português.
- Lançarote de Freitas – navegador e comerciante português do século XV.
- São Gonçalo de Lagos – beato português, da Ordem de Santo Agostinho, nasceu e viveu entre os século XIV e XV.
- Soeiro da Costa – navegador português e um dos 12 de Inglaterra (semilendários heróis cujo episódio foi narrado em os Lusíadas).
- Alberto da Silveira (1859 - 1927), foi um militar e político português. Exerceu as funções de Ministro da Guerra e foi deputado nas Constituintes de 1911 e eleições de 1925.
- João Cutileiro (1937 — ) – escultor, residiu em Lagos entre 1970 e 1985, sendo autor da estátua de D. Sebastião, localizada no centro da cidade.[61]
- Joaquim Bravo (1935 — 1990) – professor e pintor, residiu em Lagos de 1966 até à data da sua morte em 1990.[62]
- Dr. José Reis (1908 — 2012) – nascido em Lagos, foi um destacado médico geriatra português.[63]
- Júlia Barroso (1930 — ) – atriz, cantora e professora portuguesa.[64]
- Maria de Fátima Bravo (1935 —) – cantora portuguesa, recordada em especial por esse êxito enorme que foi, em 1958, Vocês Sabem Lá (de Nóbrega e Sousa e Jerónimo Bragança).[65]
- Martim Gracias (1934 - 2017) - Político, professor e arquitecto
- António Leote Tavares (1863 - 1932) - Engenheiro militar[66]

## Geminações
A cidade de Lagos é geminada com as seguintes cidades:
- -  Palos de la Frontera, Andaluzia, Espanha
  -  Vélez-Málaga, Andaluzia, Espanha
  -  Ilha de Moçambique, Nampula, Moçambique
  -  Bojador, Laâyoune-Boujdour-Sakia El Hamra, Saara Ocidental
  -   Sikka, Sonda Oriental, Indonésia
  -   Ugu, KwaZulu-Natal, África do Sul
  -   Lagos, Pirenéus Atlânticos, França
  -  Lagos de Moreno, Jalisco, México
  -  Gorée,  Dakar, Senegal
  -   Lagos,  Xanthi, Portugal (Municipalidade de  Abdera)
  -  Torres Vedras, Distrito de Lisboa, Portugal
  -  Porto Seguro, Bahia, Brasil
  -   Óbidos, Distrito de Leiria, Portugal
  -  Guimarães, Distrito de Braga, Portugal
  -   Ribeira Grande de Santiago, Ilha de Santiago, Cabo Verde
  -   São Miguel, Ilha de Santiago, Cabo Verde